# Félibrée du Périgord
Pour les articles homonymes, voir Félibrée.
La Félibrée  (en occitan : Felibrejada) est une fête populaire occitane organisée chaque année dans une ville ou un village du Périgord, généralement au début de juillet. Elle est inspirée par Frédéric Mistral et le Félibrige. La première édition s'est tenue en 1903 à Mareuil, à l'initiative de l'école félibréenne Lo Bornat dau Perigòrd.

## Histoire et composition
Cette fête, qui renoue avec les troubadours qui chantèrent jadis la langue d'oc dans toutes les cours d'Europe, est la journée de la langue d'oc. Elle est organisée par l'association « Lo Bornat dau Perigòrd » fondée en 1901, dont le siège est à Périgueux. Parrainé par Eugène Le Roy, ce groupement de groupes folkloriques, aussi appelé la Ruche (en occitan : lo Bornat), fête chaque premier dimanche du mois de juillet la Félibrée.
La première Félibrée a lieu le 20 septembre 1903 à Mareuil (Dordogne). Ce jour-là, le président du Bournat et Majoral du Félibrige Camille Chabaneau prononce un discours salué par Frédéric Mistral et par Pierre Devoluy, le Capoulié du Félibrige.
La Félibrée se déroule à Périgueux à plusieurs reprises : le 6 juillet 1907, le 17 juillet 1927, le 7 juillet 1946, le 6 juillet 1980 et le 1er juillet 2001 puis en juillet 2019.
C'est aujourd'hui une grande fête annuelle, plus connue sur un plan national qu'à l'origine, où se côtoient en moyenne plusieurs dizaines de milliers de personnes, locales et étrangères. Le vocable « félibrée », devenu aujourd'hui très médiatique, était autrefois peu répandu parmi les Périgourdins, qui la nommaient plus communément la fête de lou bournat.
En 2003, elle se déroule à Mareuil, commune où s'est déroulée la première édition cent ans auparavant.
En 2006, pour la première fois en 87 éditions, la Félibrée se déroule dans un autre département que la Dordogne, en l'occurrence à Sainte-Foy-la-Grande en Gironde (conjointement à Port-Sainte-Foy-et-Ponchapt en Dordogne). En 2007, une partie de la Félibrée se tient à Châlus en Haute-Vienne[réf. nécessaire].
En 2008, la Félibrée est organisée par Périgueux en partenariat avec les communes voisines de Marsac-sur-l'Isle, Coulounieix-Chamiers et Chancelade. Elle se déroule en grande partie au Parc des Expositions de Marsac-sur-l'Isle.
En 2015, le président du Bournat, Olivier Boudy, précise : « Il s'agit de mettre en valeur la langue, la musique, les danses et les chants occitans, mais aussi d'être une vitrine des savoir-faire de notre département ». Le programme comprend un défilé des groupes traditionnels, un repas (en occitan : taulada, tablée), une cour d'amour (un spectacle) et d'autres manifestations. Les organisateurs privilégient l'authenticité des costumes, des instruments de musique et des métiers anciens. La célébration de la langue occitane s'accompagne souvent de décorations en fleurs de papier. Des conférences, soirées à thème, spectacles, sont proposés pour la sauvegarde du patrimoine et de la langue. Une affiche officielle symbolise la Félibrée et une jeune femme est élue « reine de la Félibrée » généralement au printemps précédent l'édition concernée. Elle doit savoir parler l'occitan et participe à certaines manifestations.
La centième édition de la Félibrée s'est déroule du 5 au 7 juillet 2019 à Périgueux, attirant sur trois jours plus de 26 000 personnes ; 14 926 entrées payantes ont été comptabilisées le dimanche, seul jour non gratuit.
Après deux reports en 2020 et 2021 pour cause de pandémie de Covid-19, la 101e édition se tient en juillet 2022 à Eymet.
La 102e édition s'est déroulée à Montignac-Lascaux en juillet 2023 et l'édition suivante s'est tenue en 2024 à Tocane-Saint-Apre. En 2025, c'est Sarlat qui l'a accueillie et l'édition 2026 devrait se tenir à Abjat-sur-Bandiat.

## Liste des reines
- 2022 : Hermine Gueguen[9]

- 2023 : Mélissa Bon[10]

- 2024 : Zoé Chigot-Laporte[11].
- 2025 : Lisa Peyrat[12]

## Galerie

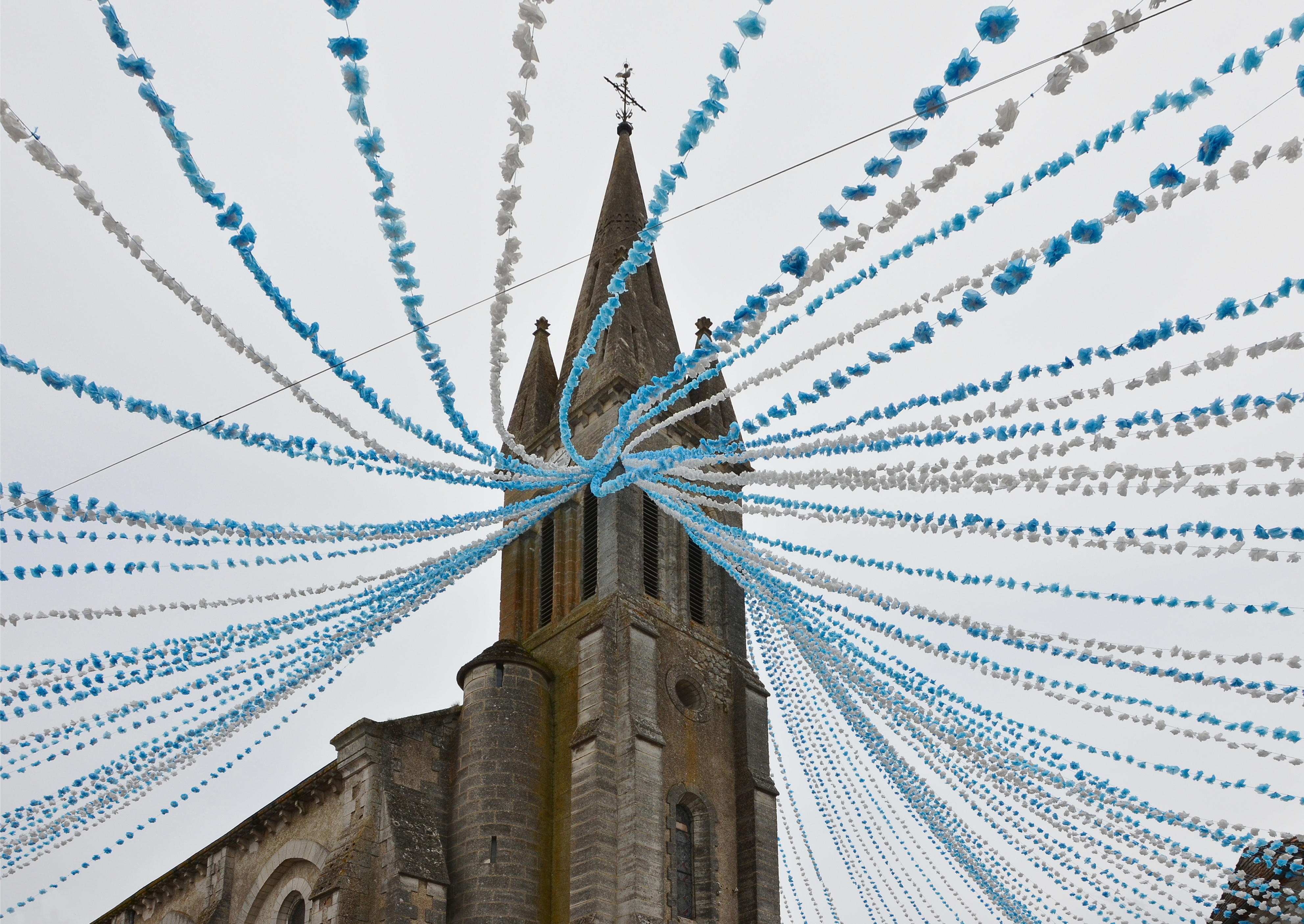
Guirlandes de fleurs en papier lors de la Félibrée de Verteillac en 2014.
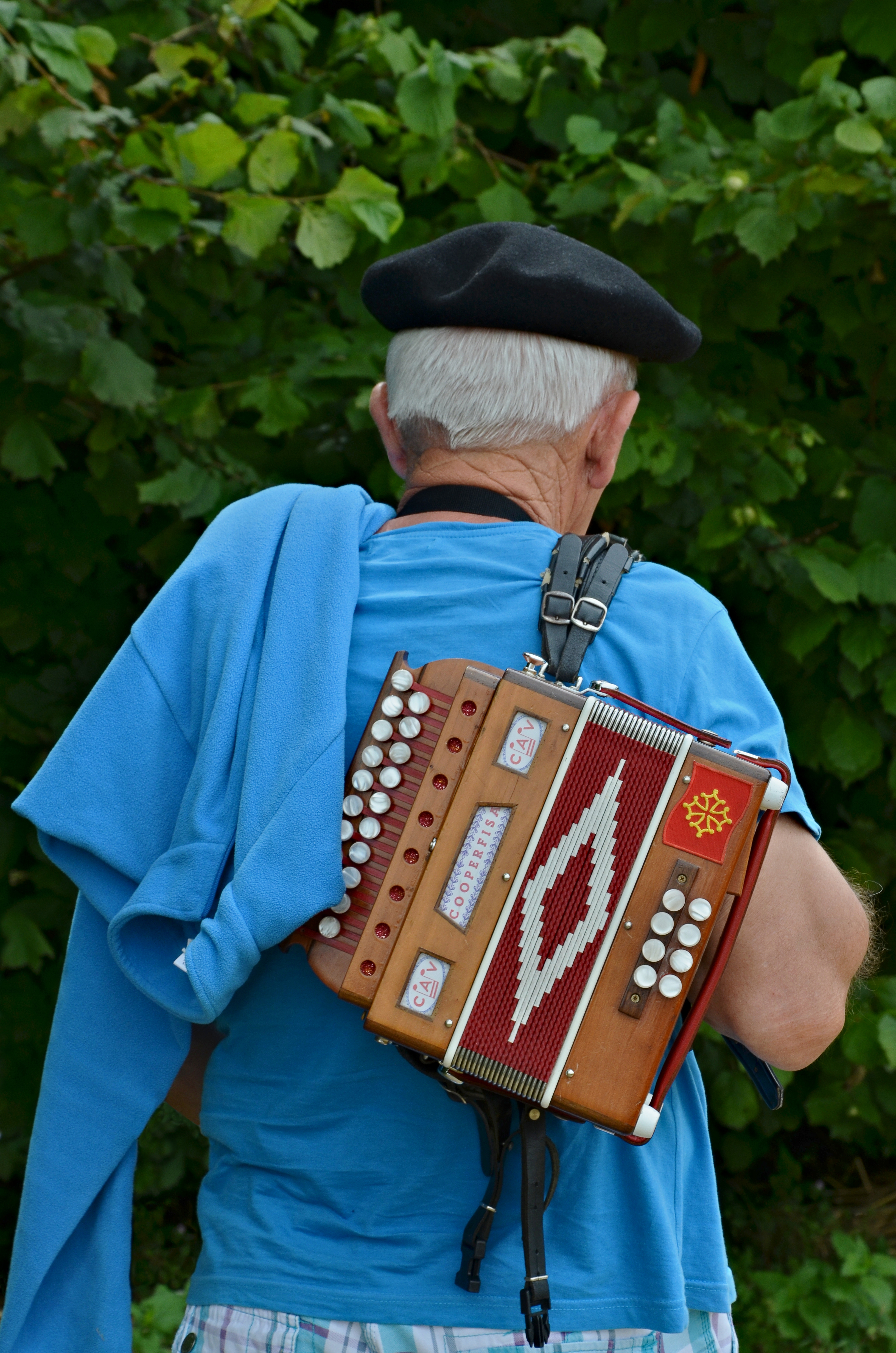
Accordéoniste, 2014.
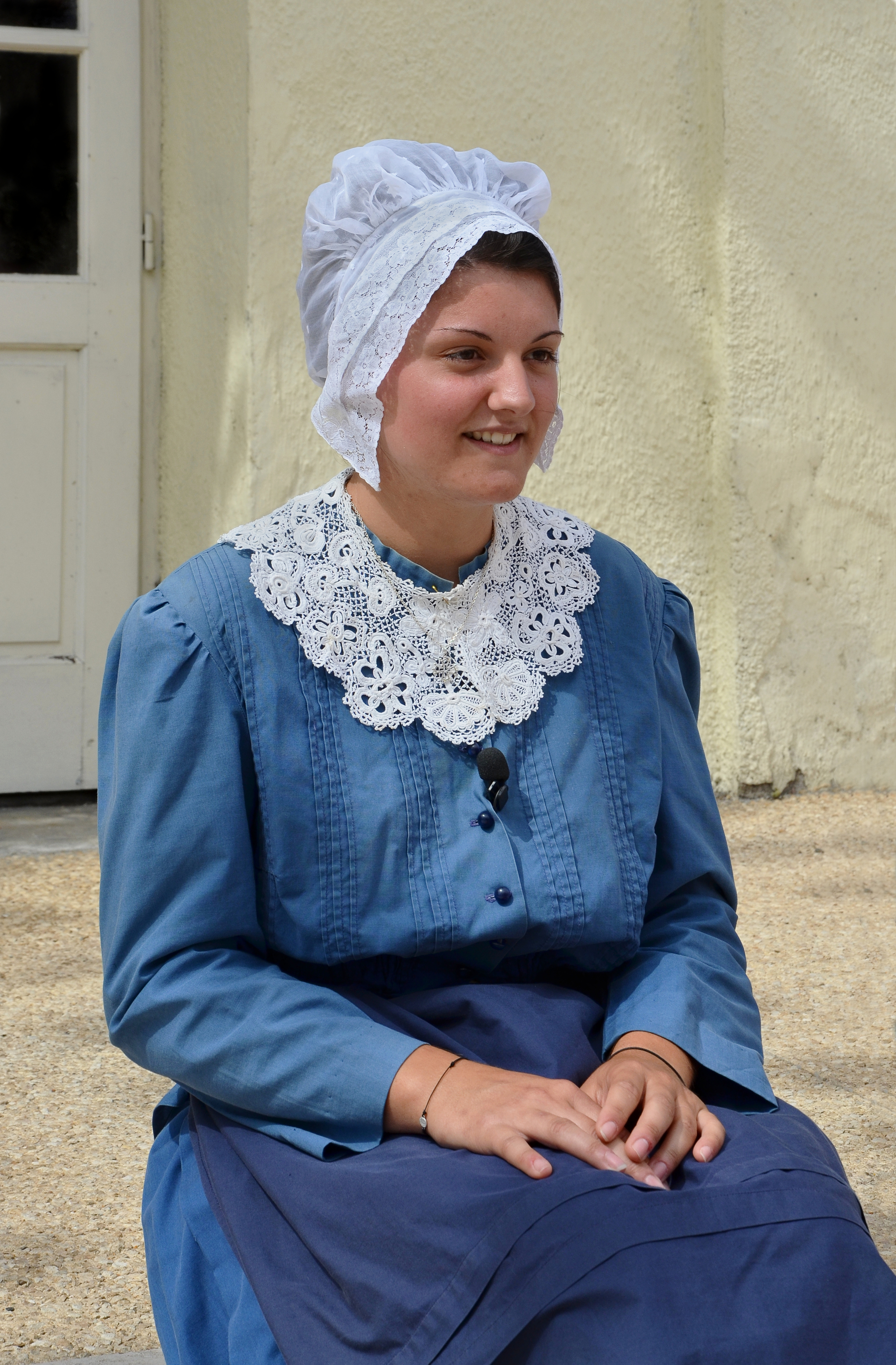
Reine de la Félibrée, 2014.
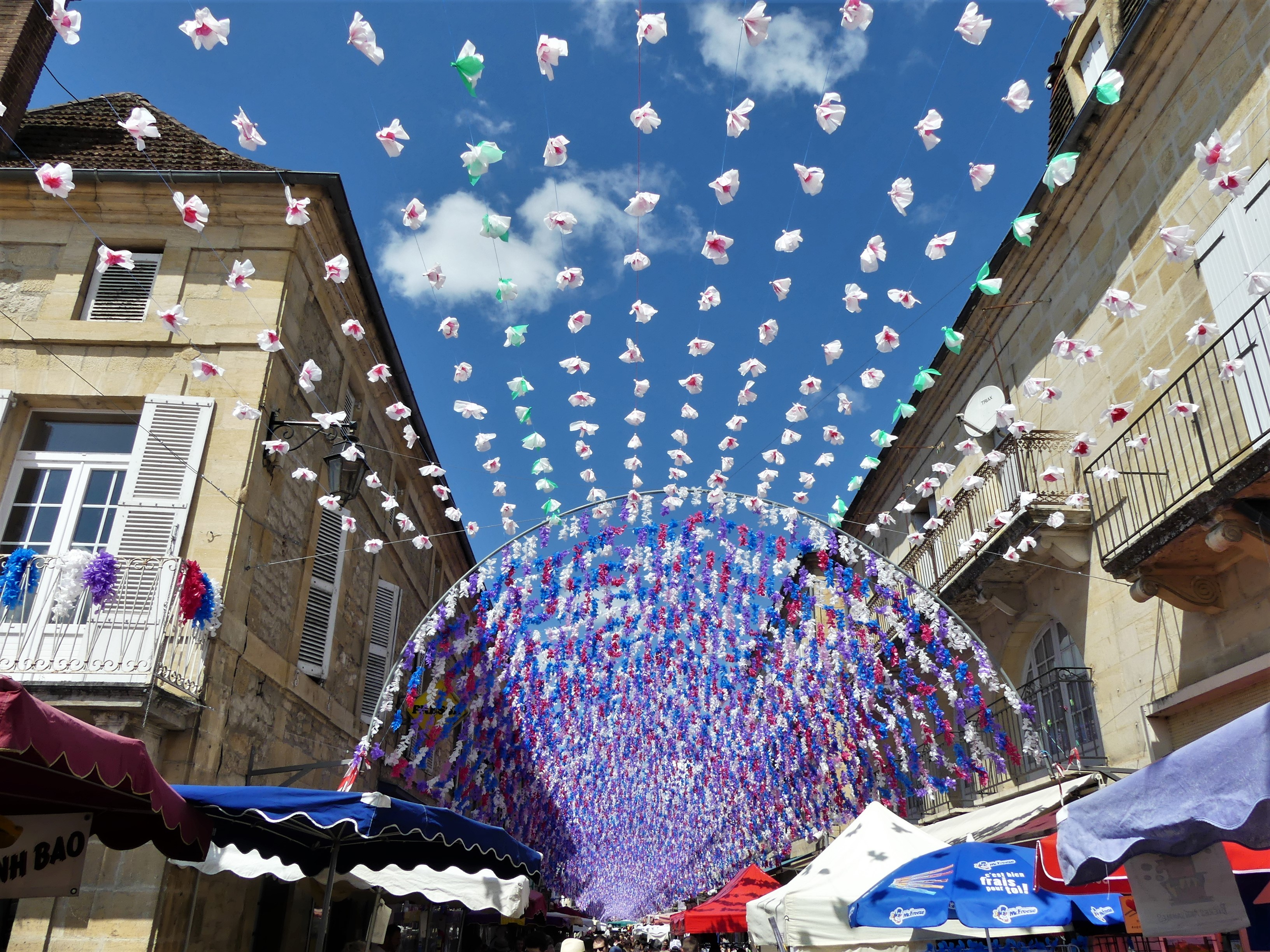
Décoration du bourg de Saint-Cyprien pour la Félibrée 2018.

## Liste des villes-hôtes
De 1903 à 2025, la Félibrée s'est tenue dans 104 communes hôtes. Elle n'a pas eu lieu de 1914 à 1918 et de 1940 à 1945 pour cause de guerre ; en 1919 et 1920, elle n'a pas été attribuée ; faute de candidature, elle ne s'est pas tenue en 1947, 1952, 1973 et 1977 ; enfin en 2020 puis 2021, la célébration à Eymet a été reportée à l'année suivante en raison de la pandémie de Covid-19,.

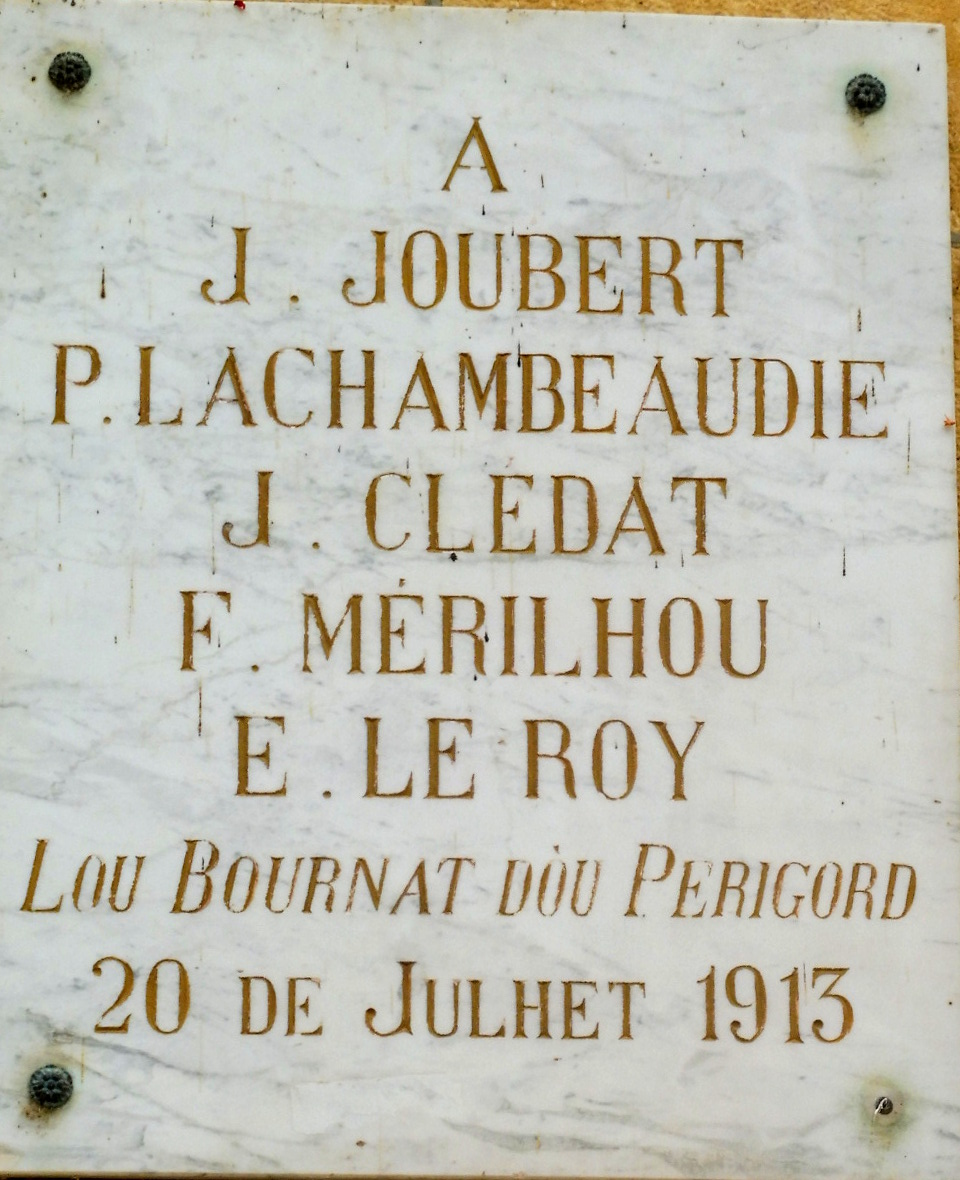
Félibrée de 1913 à Montignac (Dordogne).

| Année | Commune           |
| ----- | ----------------- |
| 1903  | Mareuil           |
| 1904  | Excideuil         |
| 1905  | Mussidan          |
| 1906  | Bergerac          |
| 1907  | Périgueux         |
| 1908  | Sarlat            |
| 1909  | Ribérac           |
| 1910  | Razac-sur-l'Isle  |
| 1911  | Nontron           |
| 1912  | Jumilhac-le-Grand |
| 1913  | Montignac         |
| 1921  | Bourdeilles       |
| 1922  | Le Bugue          |
| 1923  | Terrasson         |
| 1924  | Brantôme          |
| 1925  | Thiviers          |
| 1926  | Bergerac          |
| 1927  | Périgueux         |
| 1928  | Belvès            |
| 1929  | Mussidan          |
| 1930  | Ribérac           |
| 1931  | Nontron           |
| 1932  | Sarlat            |
| 1933  | Jumilhac-le-Grand |
| 1934  | La Force          |
| 1935  | Piégut-Pluviers   |
| 1936  | Monpazier         |
| 1937  | Montignac         |
| 1938  | Domme             |
| 1939  | Saint-Astier      |
| 1946  | Périgueux         |
| 1948  | Bergerac          |
| 1949  | Belvès            |
| 1950  | La Coquille       |
| 1951  | Excideuil         |
| 1953  | Mareuil           |
| 1954  | Montignac         |
| 1955  | Brantôme          |
| 1956  | Saint-Aulaye      |
| 1957  | Eymet             |

| Année | Commune                 |
| ----- | ----------------------- |
| 1958  | Thiviers                |
| 1959  | Nontron                 |
| 1960  | Terrasson               |
| 1961  | Bergerac                |
| 1962  | Piégut-Pluviers         |
| 1963  | Vergt                   |
| 1964  | La Force                |
| 1965  | Champagnac-de-Belair    |
| 1966  | Neuvic                  |
| 1967  | Salignac                |
| 1968  | Lalinde                 |
| 1969  | Coulounieix-Chamiers    |
| 1970  | Verteillac              |
| 1971  | Les Eyzies-de-Tayac     |
| 1972  | Villamblard             |
| 1974  | Belvès                  |
| 1975  | Montpon-Ménestérol      |
| 1976  | Le Buisson-de-Cadouin   |
| 1978  | Excideuil               |
| 1979  | Brantôme                |
| 1980  | Périgueux               |
| 1981  | Sarlat                  |
| 1982  | Nontron                 |
| 1983  | Trémolat                |
| 1984  | Eymet                   |
| 1985  | Mussidan                |
| 1986  | Monpazier               |
| 1987  | Hautefort               |
| 1988  | Ribérac                 |
| 1989  | Le Bugue                |
| 1990  | Thiviers                |
| 1991  | Domme                   |
| 1992  | Neuvic                  |
| 1993  | Bergerac                |
| 1994  | Sarlat                  |
| 1995  | Mareuil                 |
| 1996  | Saint-Aulaye            |
| 1997  | Villefranche-de-Lonchat |
| 1998  | Lalinde                 |
| 1999  | Jumilhac-le-Grand       |
| 2000  | Les Eyzies              |

| Année | Commune                                                                  |
| ----- | ------------------------------------------------------------------------ |
| 2001  | Périgueux                                                                |
| 2002  | Montpon-Ménestérol                                                       |
| 2003  | Mareuil                                                                  |
| 2004  | Saint-Pardoux-la-Rivière                                                 |
| 2005  | Mussidan                                                                 |
| 2006  | Sainte-Foy-la-Grande (Gironde) et Port-Sainte-Foy-et-Ponchapt (Dordogne) |
| 2007  | Villefranche-du-Périgord                                                 |
| 2008  | Parc des Expositions Marsac-sur-l'Isle                                   |
| 2009  | Beaumont-du-Périgord                                                     |
| 2010  | Montignac                                                                |
| 2011  | Belvès                                                                   |
| 2012  | Piégut-Pluviers                                                          |
| 2013  | Bergerac                                                                 |
| 2014  | Verteillac                                                               |
| 2015  | La Douze                                                                 |
| 2016  | Saint-Aulaye                                                             |
| 2017  | Saint-Astier                                                             |
| 2018  | Saint-Cyprien                                                            |
| 2019  | Périgueux                                                                |
| 2022  | Eymet                                                                    |
| 2023  | Montignac-Lascaux                                                        |
| 2024  | Tocane-Saint-Apre                                                        |
| 2025  | Sarlat-la-Canéda                                                         |

## Assiettes
Depuis 1968, chaque Félibrée a son assiette (en général, creuse, dite « à chabrol »). Seule l'année 1975 déroge à cette tradition, un verre à vin cuit ayant été confectionné cette année-là par l'association Lo Bornat à la place d'une assiette.
En complément de l'assiette officielle du Bornat, d'autres assiettes ont pu être vendues par des associations locales ou par l'office du tourisme qui accueillait l’évènement. Ces assiettes portent la mention « modèle commercial ».

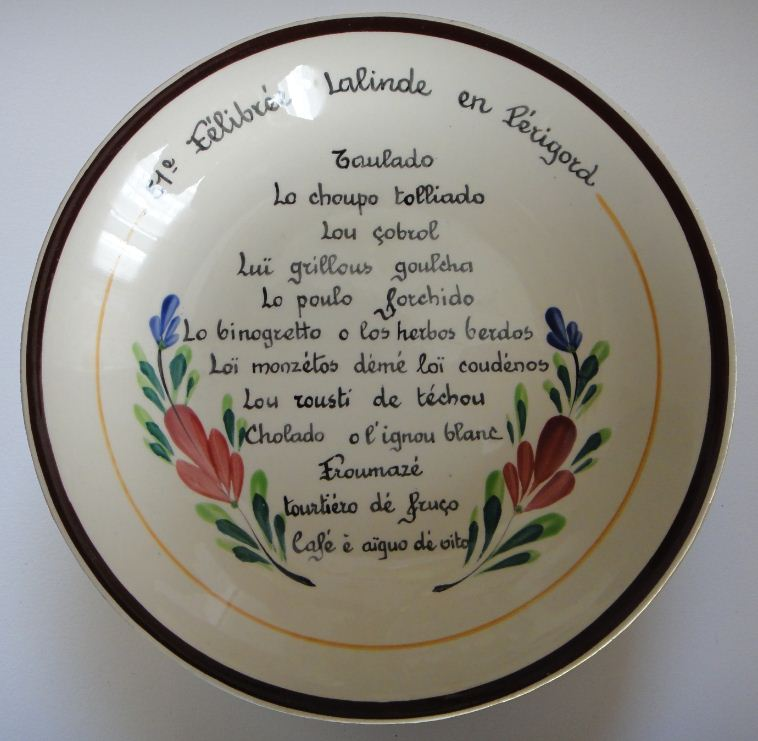
1968 Lalinde
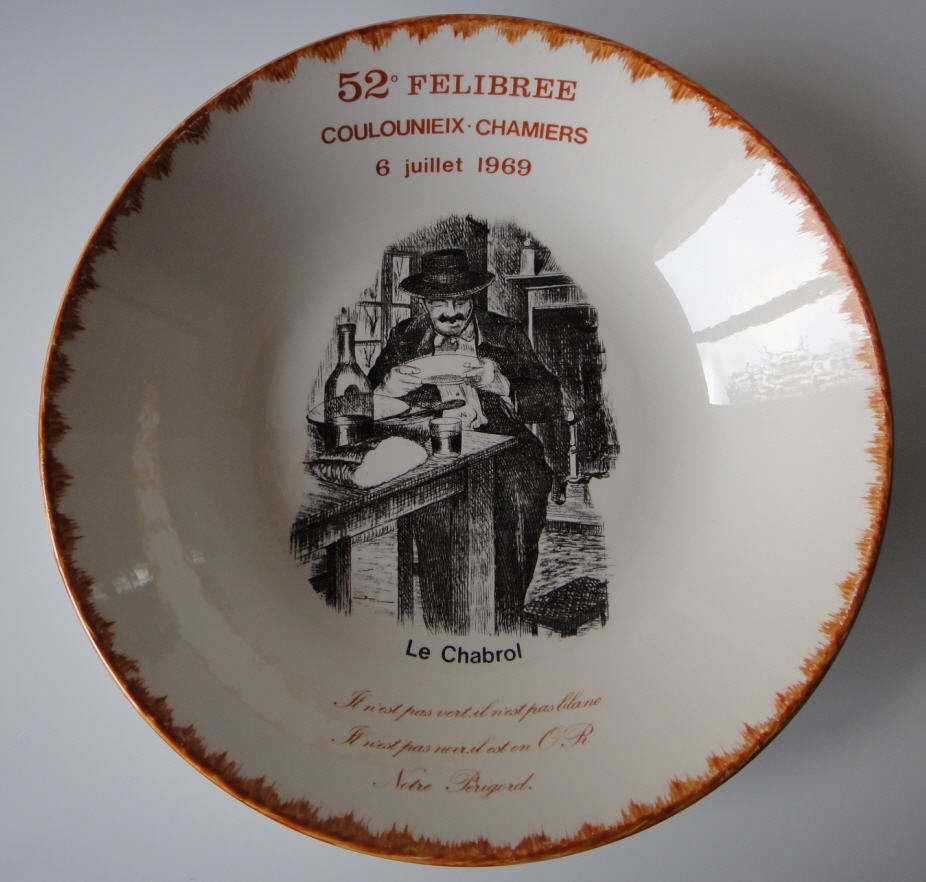
1969 Coulounieix-Chamiers
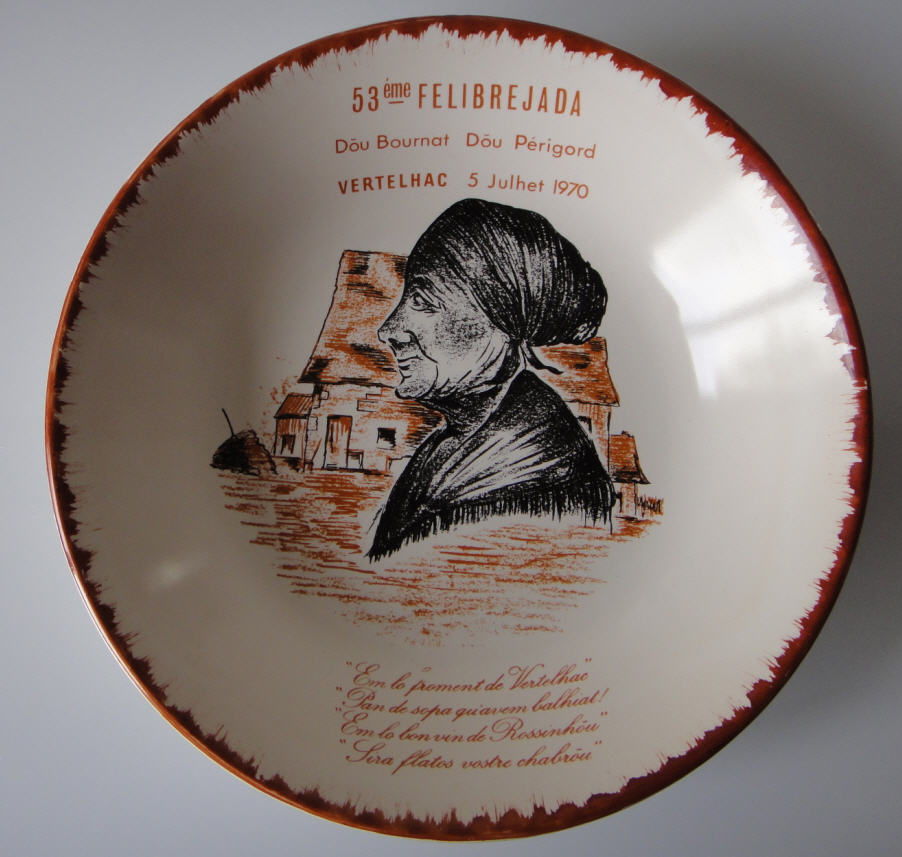
1970 Verteillac
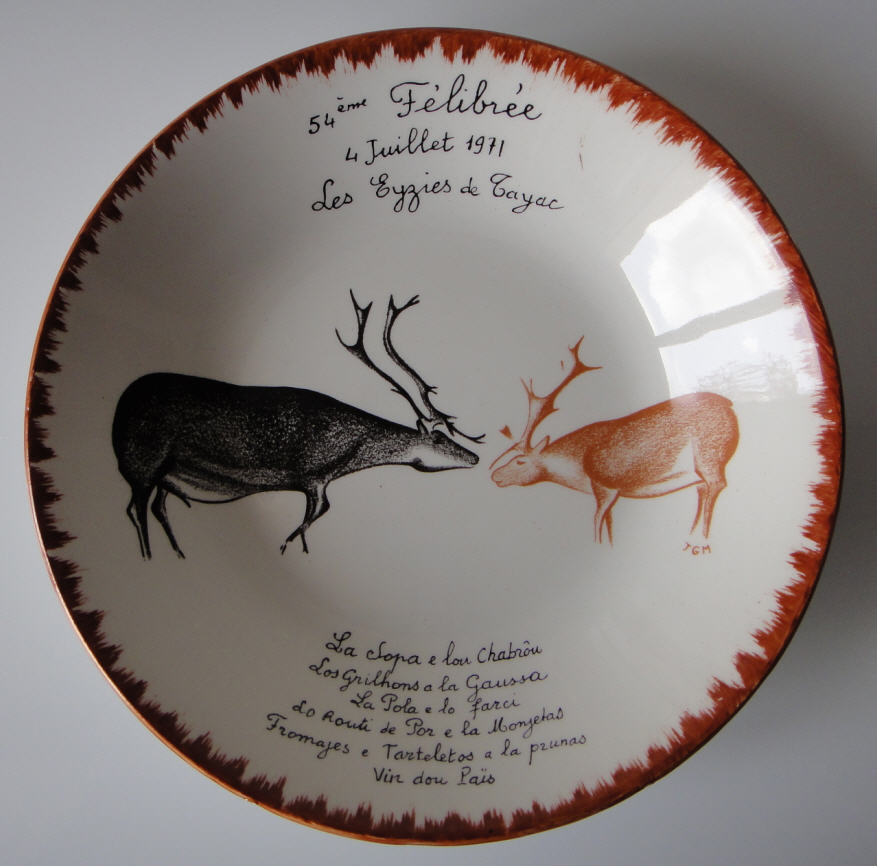
1971 Les Eyzies-de-Tayac
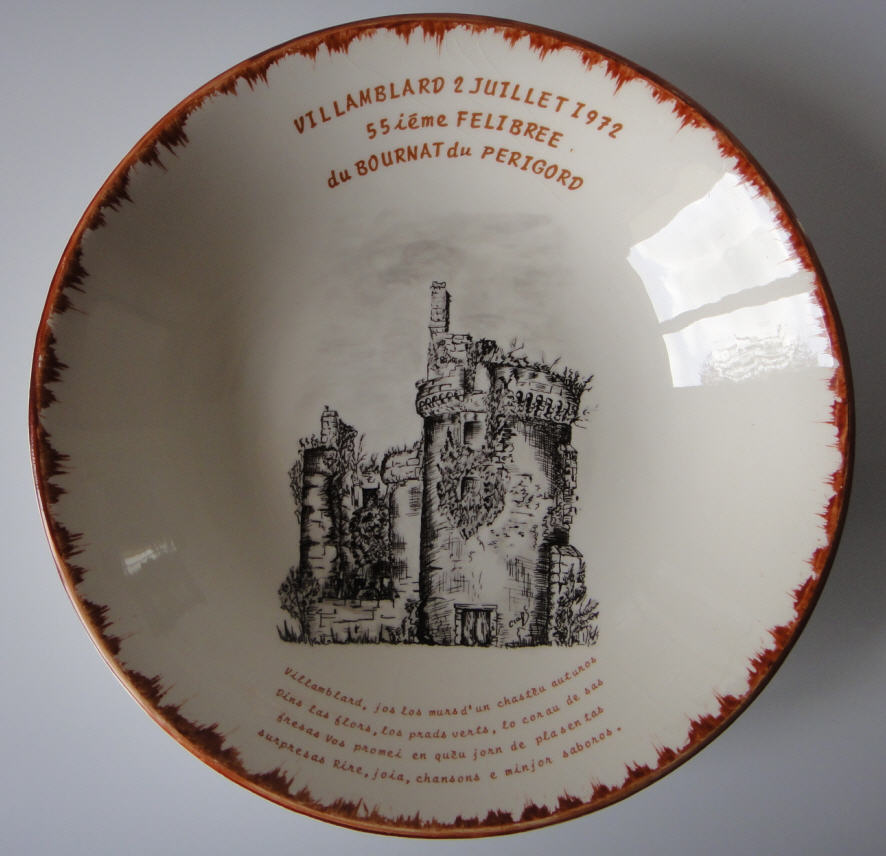
1972 Villamblard
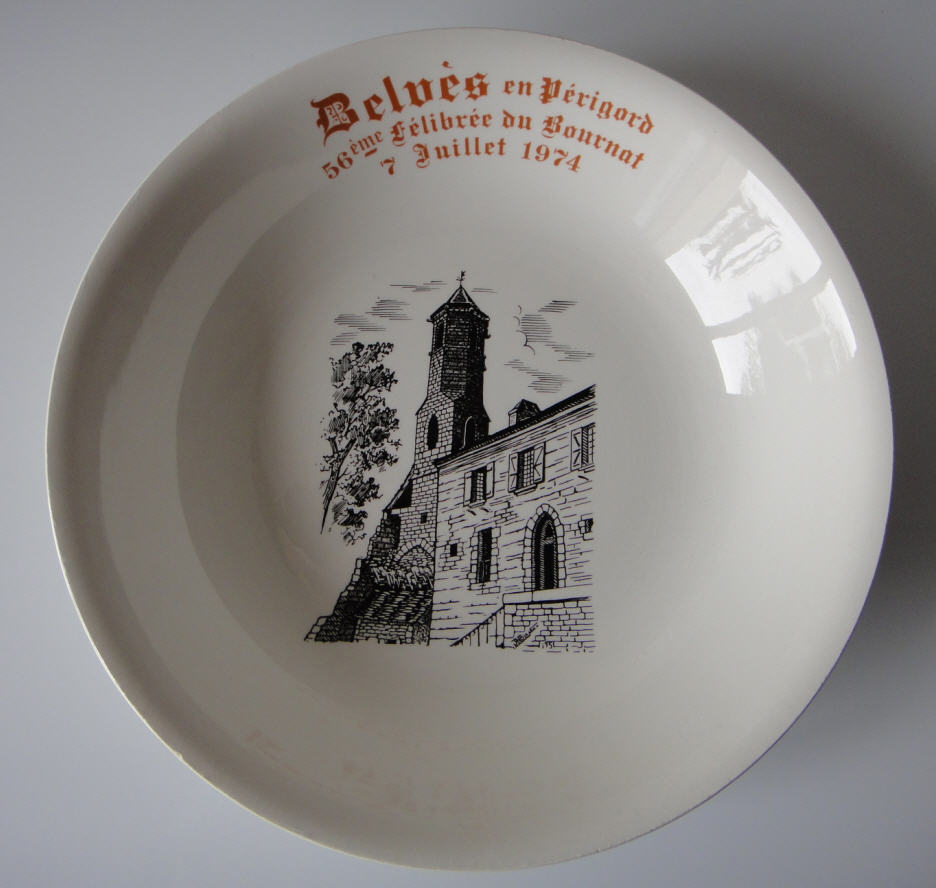
1974 Belvès
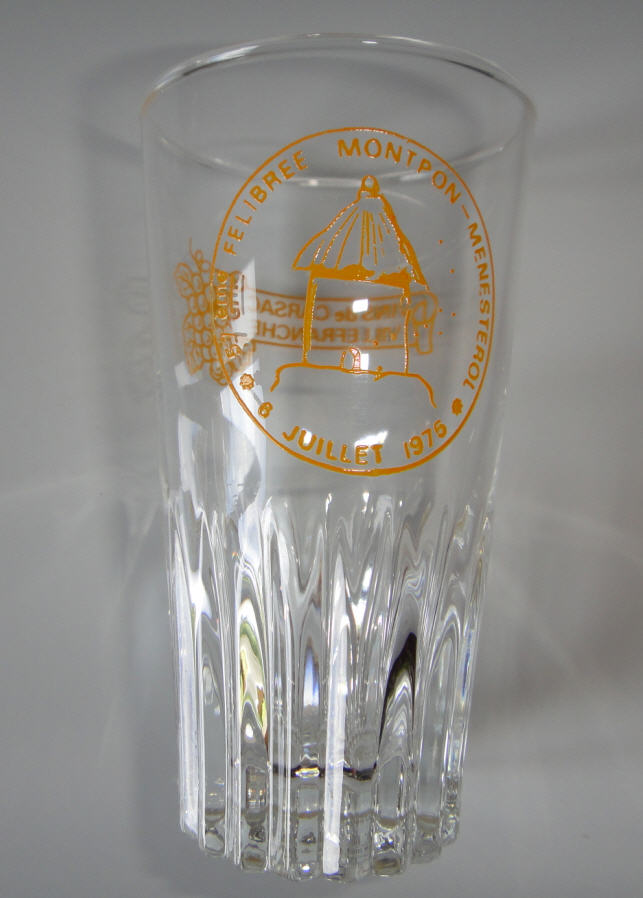
Verre Félibrée 1975 Montpon-Ménestérol
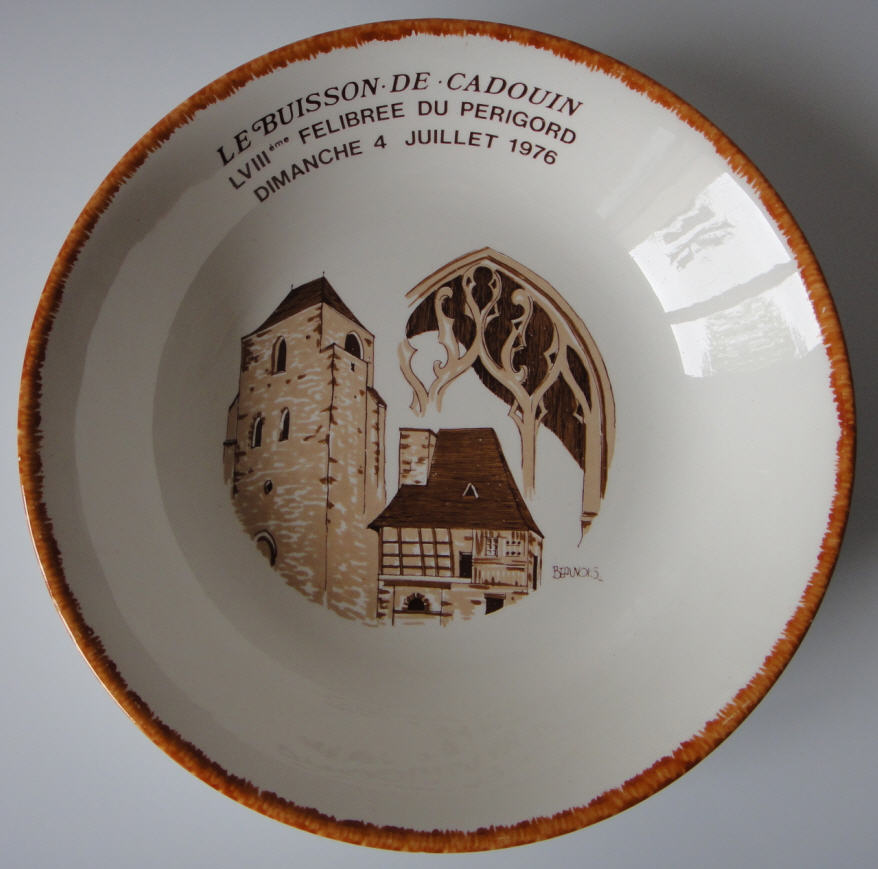
1976 Le Buisson-de-Cadouin
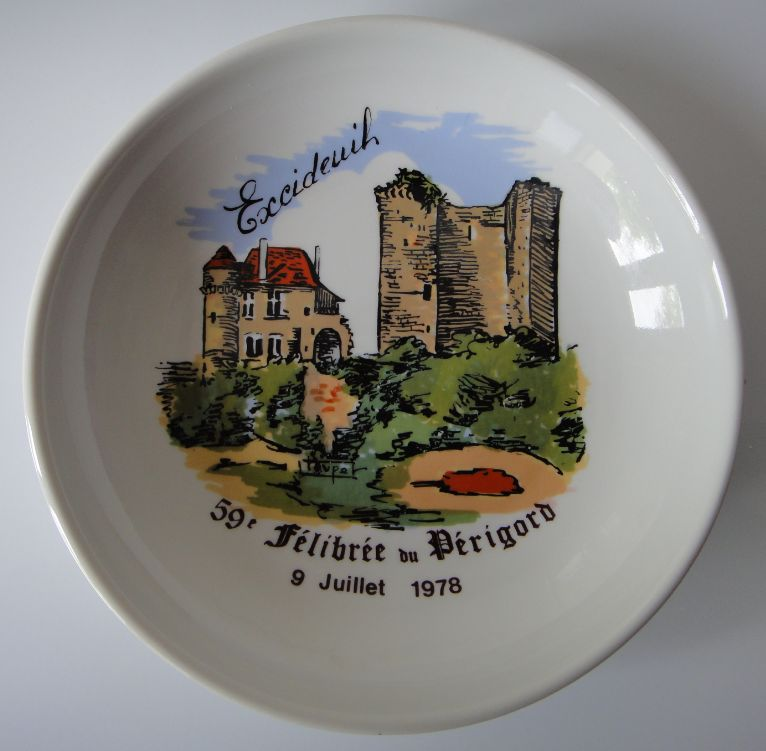
1978 Excideuil
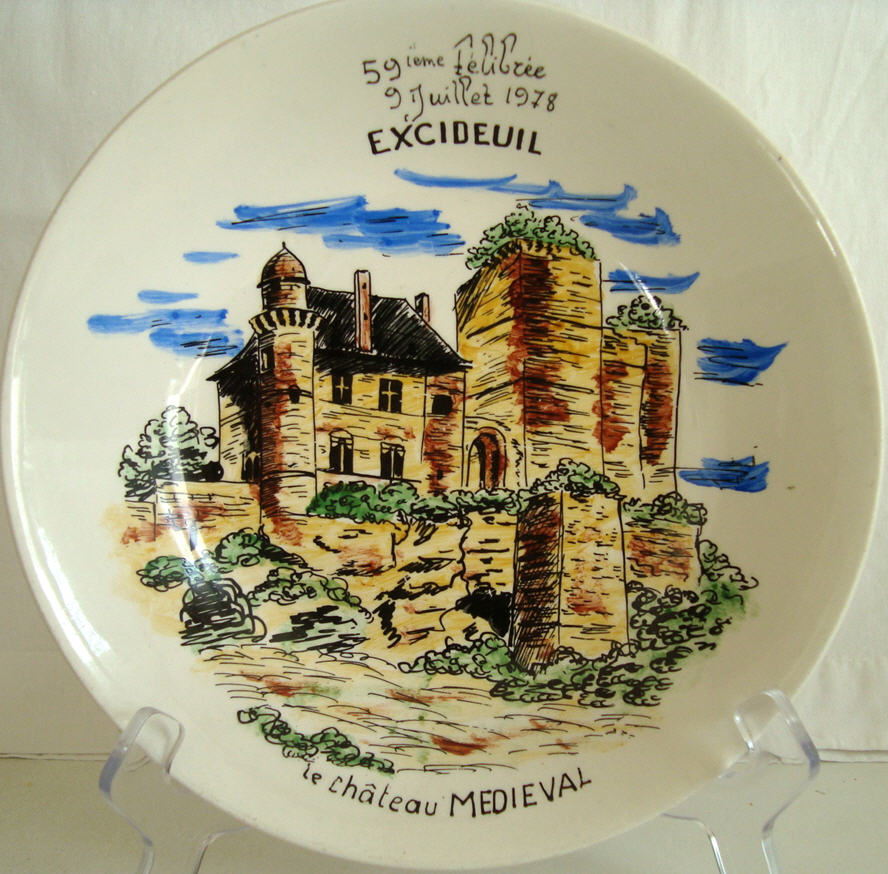
1978 Excideuil (modèle commercial)
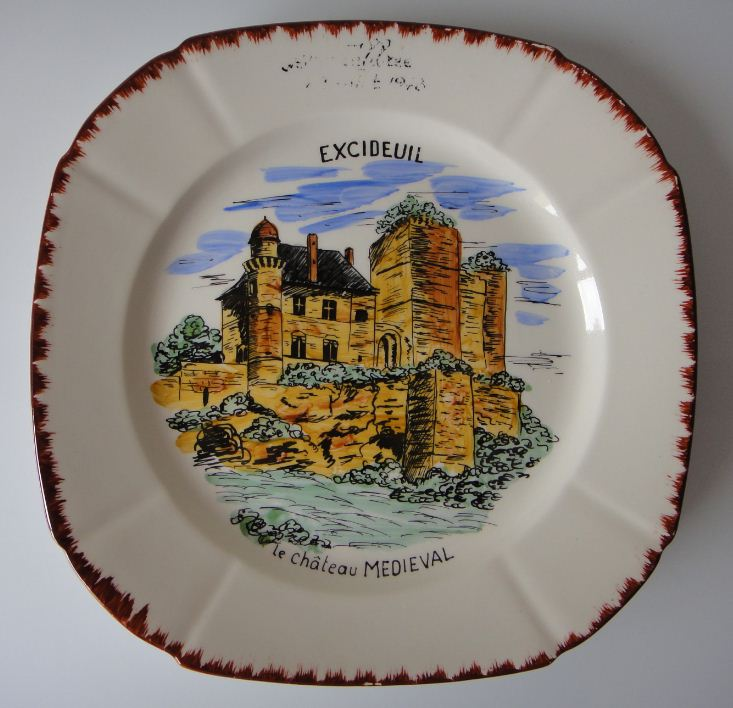
1978 Excideuil (plate)
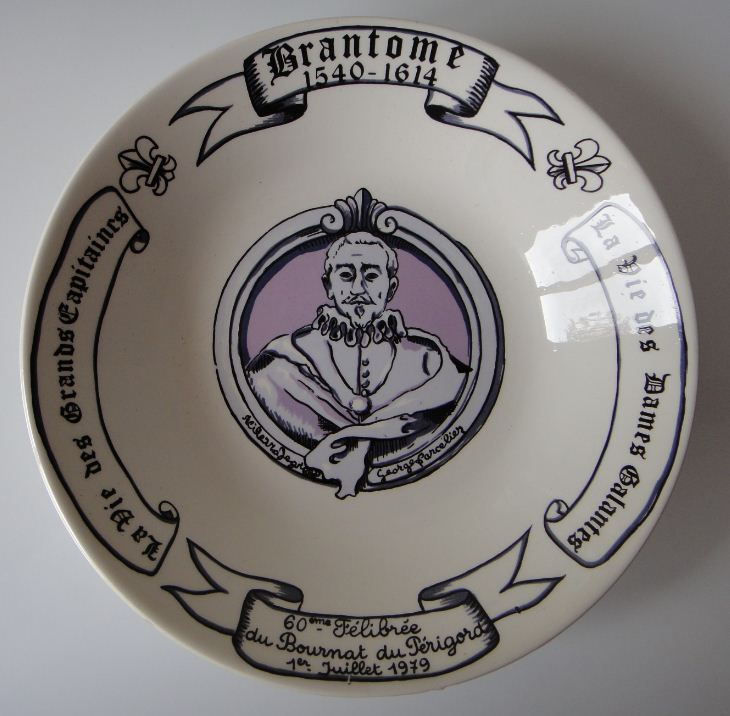
1979 Brantôme
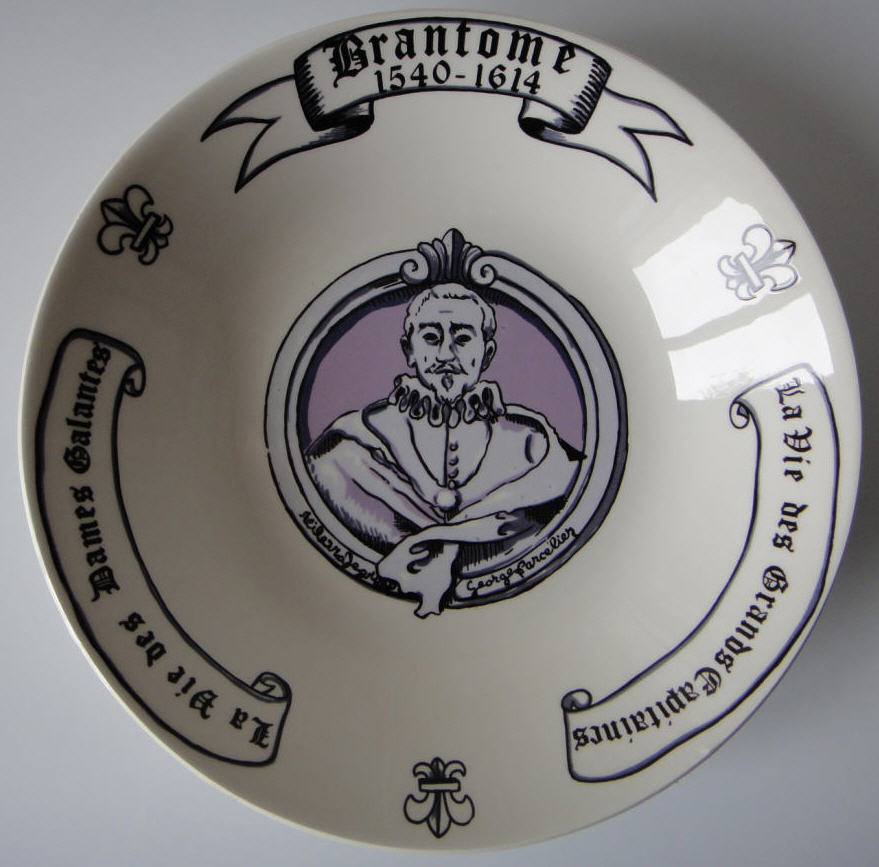
1979 Brantôme (modèle commercial)
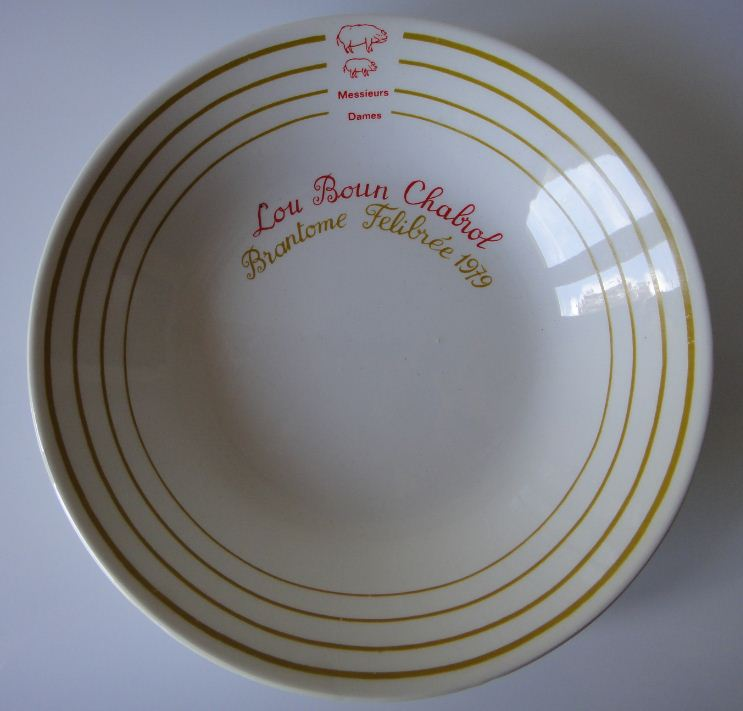
1979 Brantôme (modèle commercial)
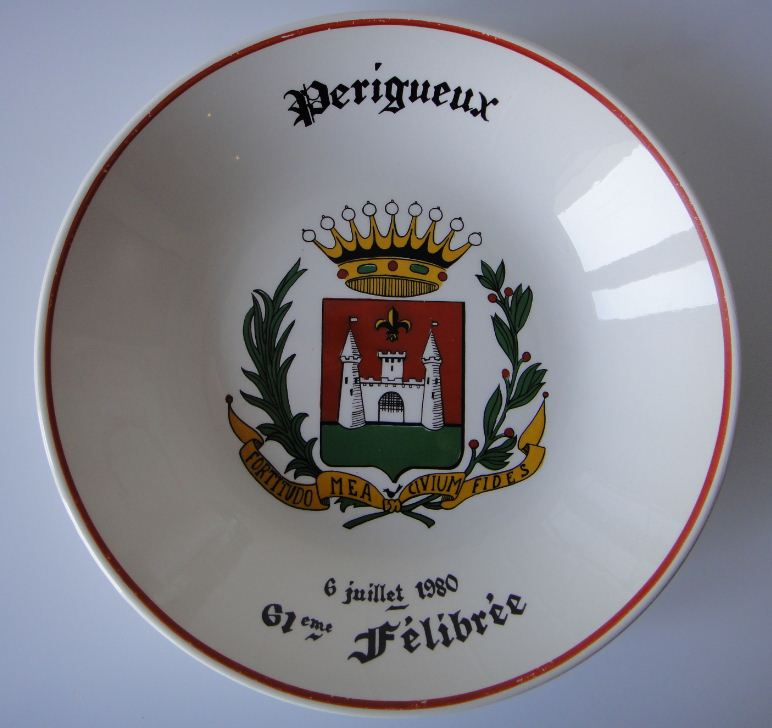
1980 Périgueux
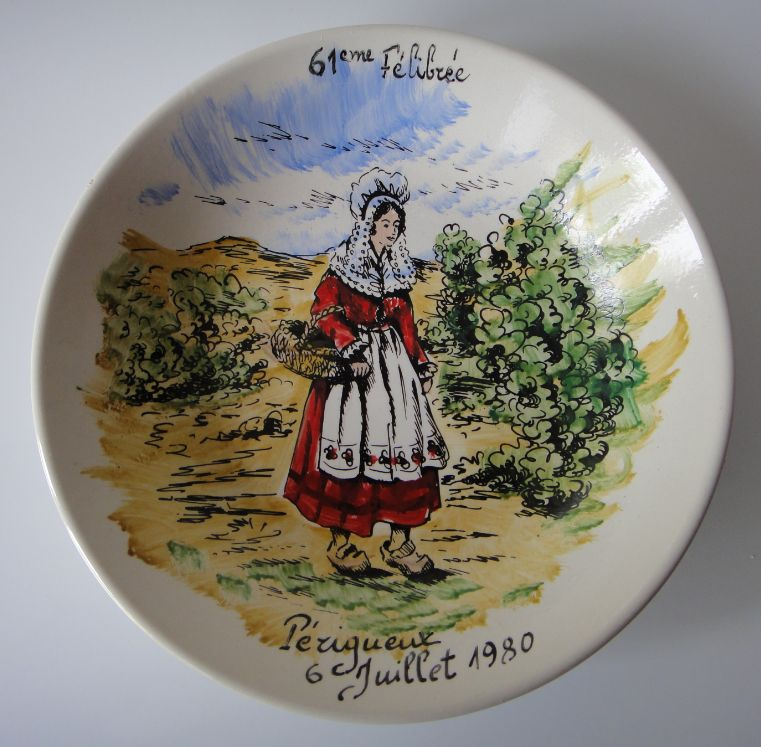
1980 Périgueux (modèle commercial)
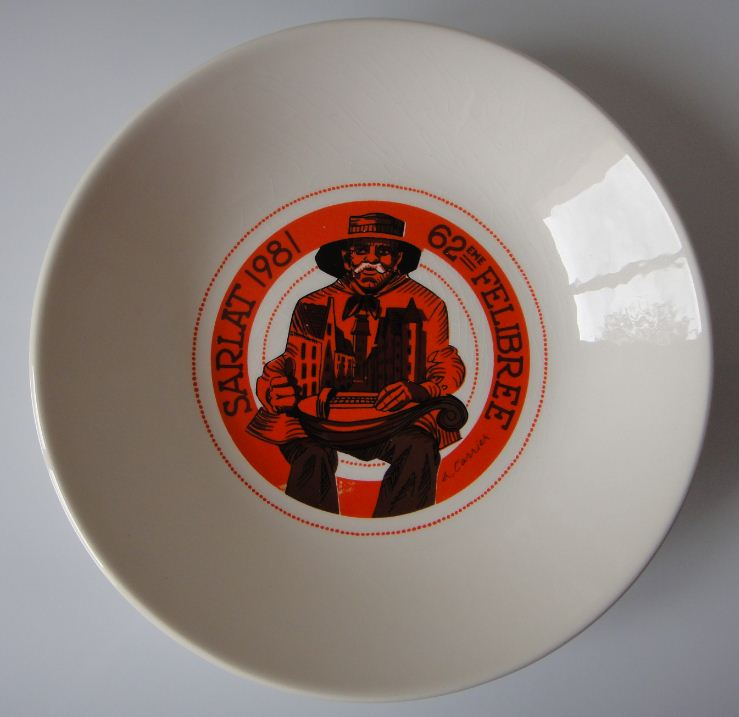
1981 Sarlat
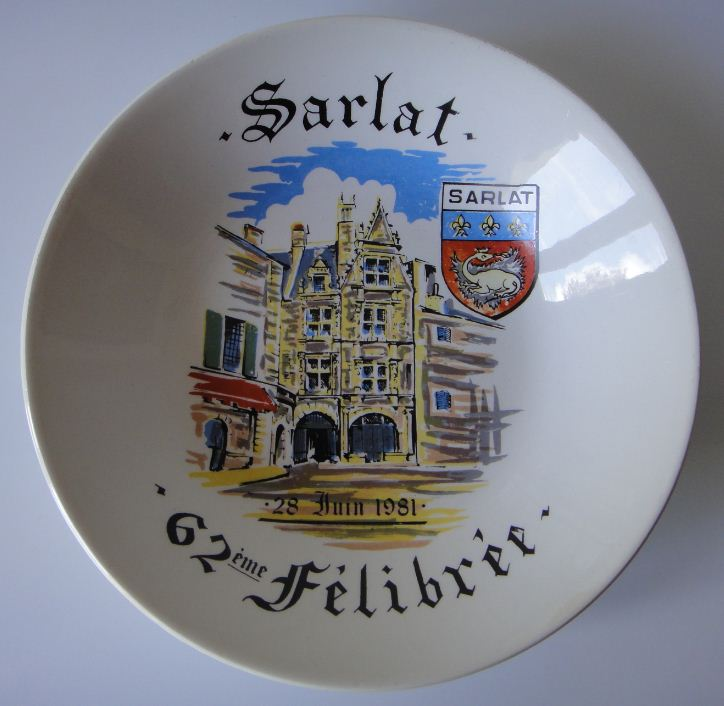
1981 Sarlat (modèle commercial)
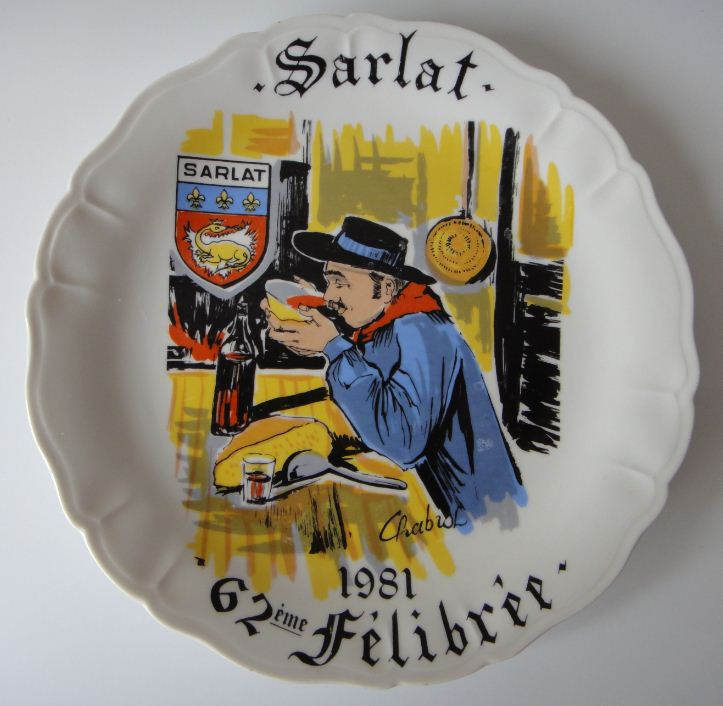
1981 Sarlat (modèle commercial bis)
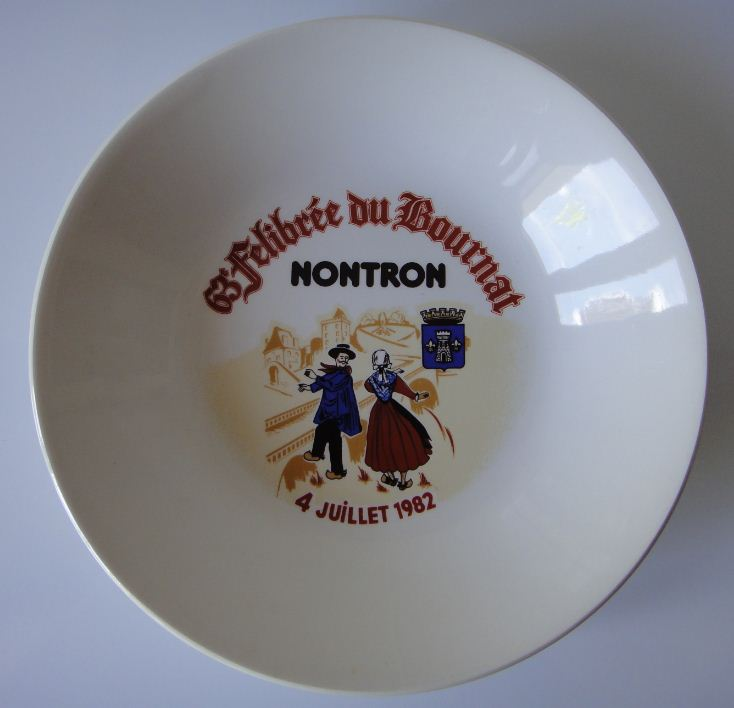
1982 Nontron
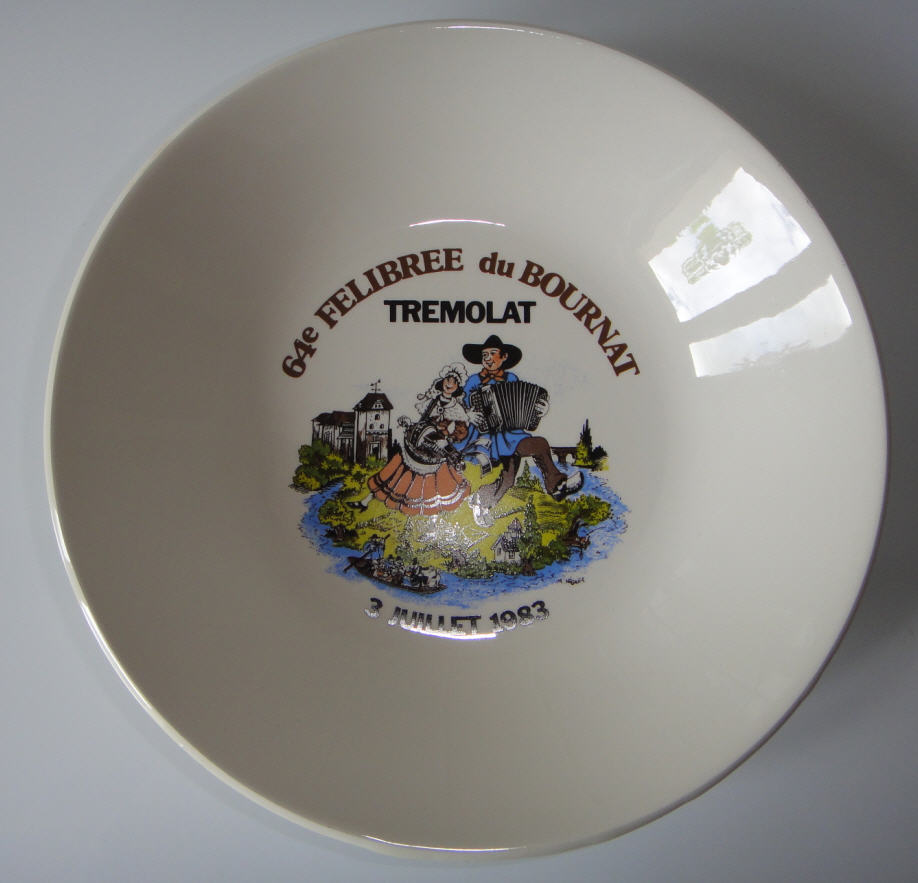
1983 Trémolat
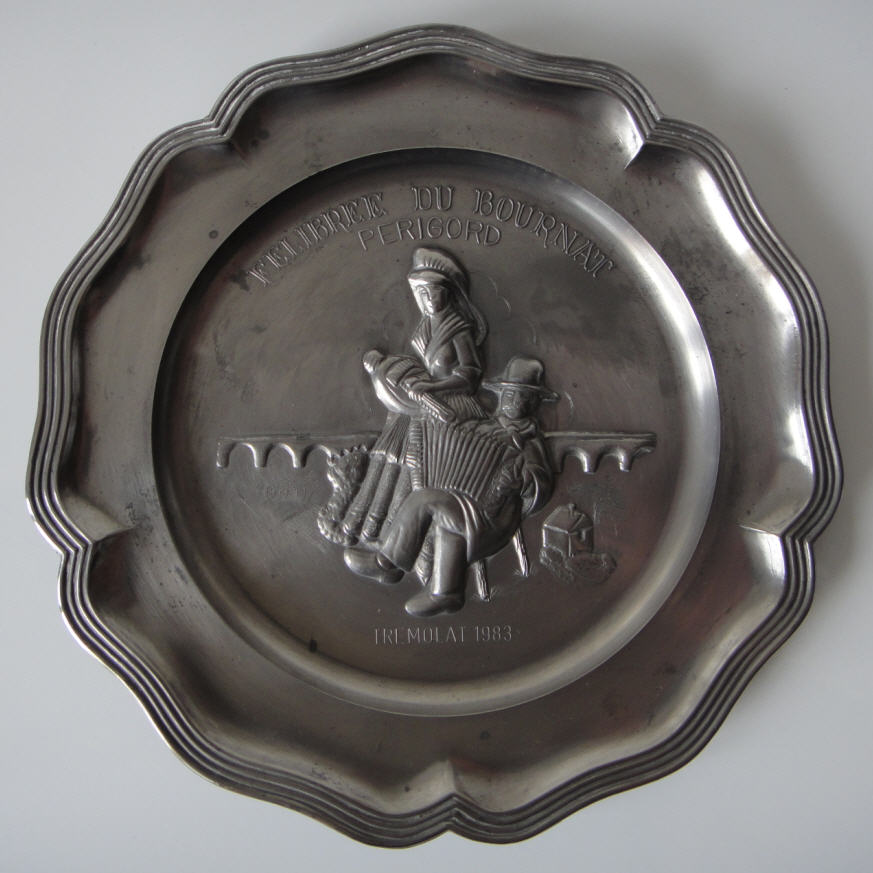
1983 Trémolat étain
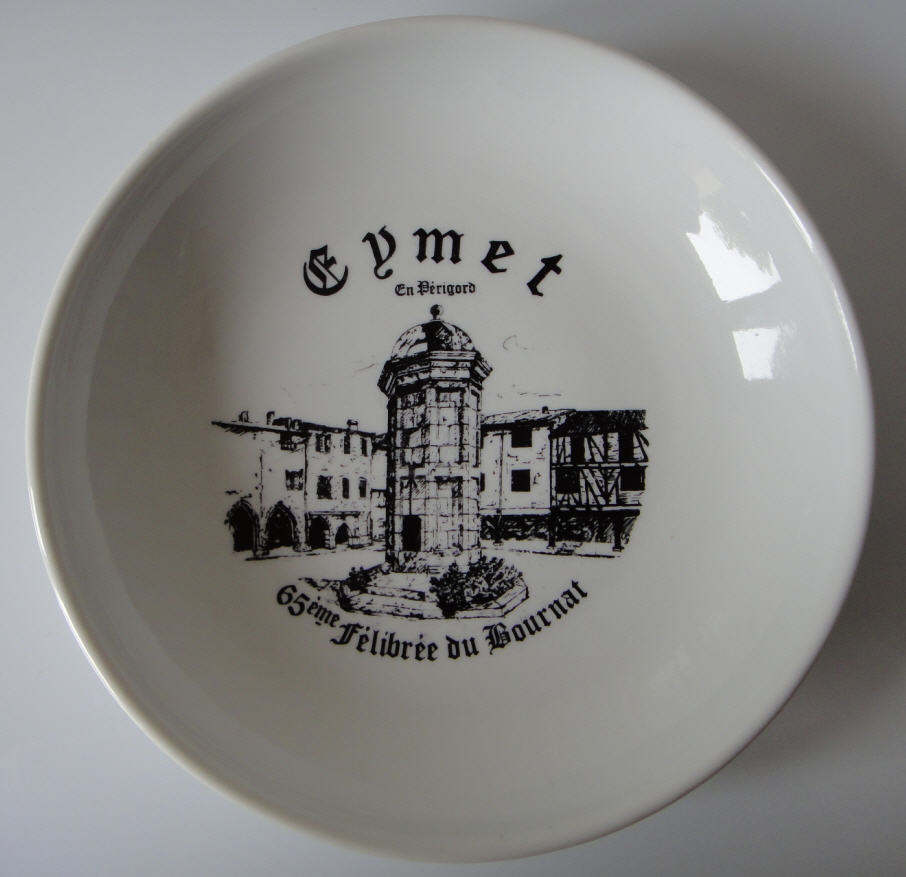
1984 Eymet
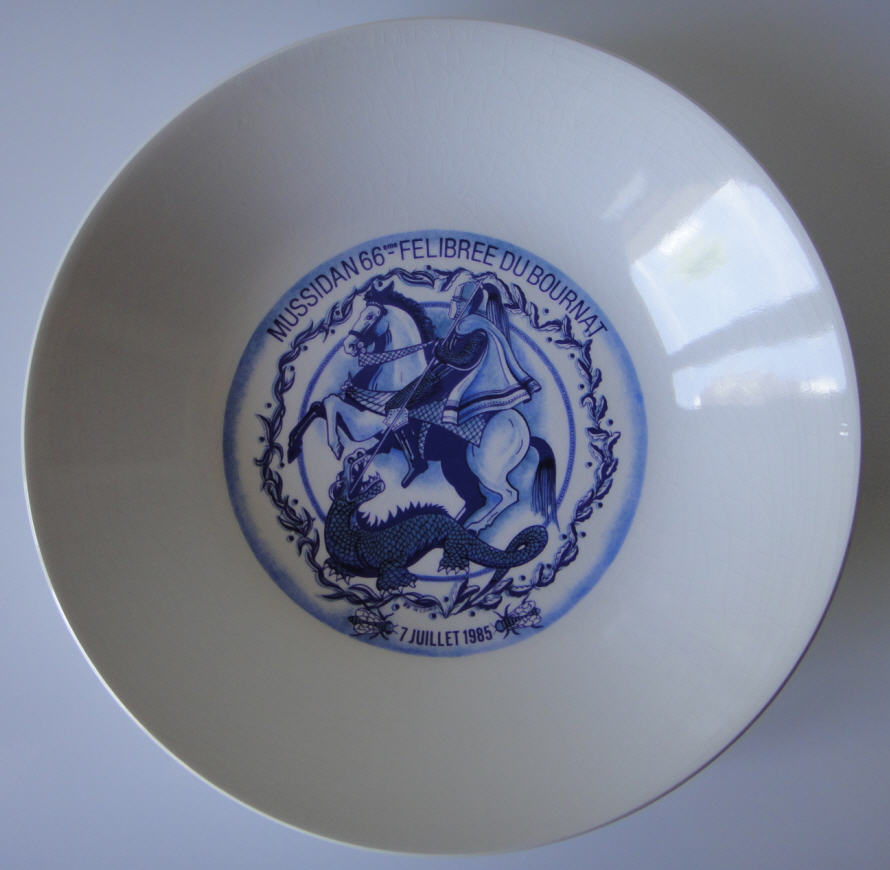
1985 Mussidan
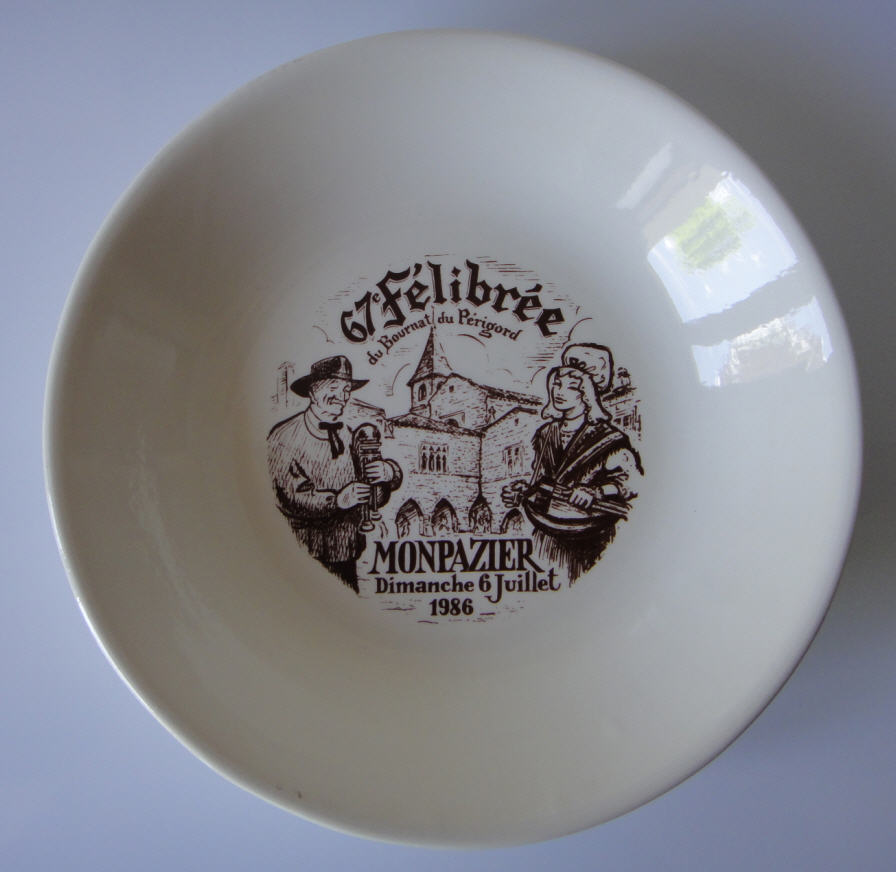
1986 Monpazier
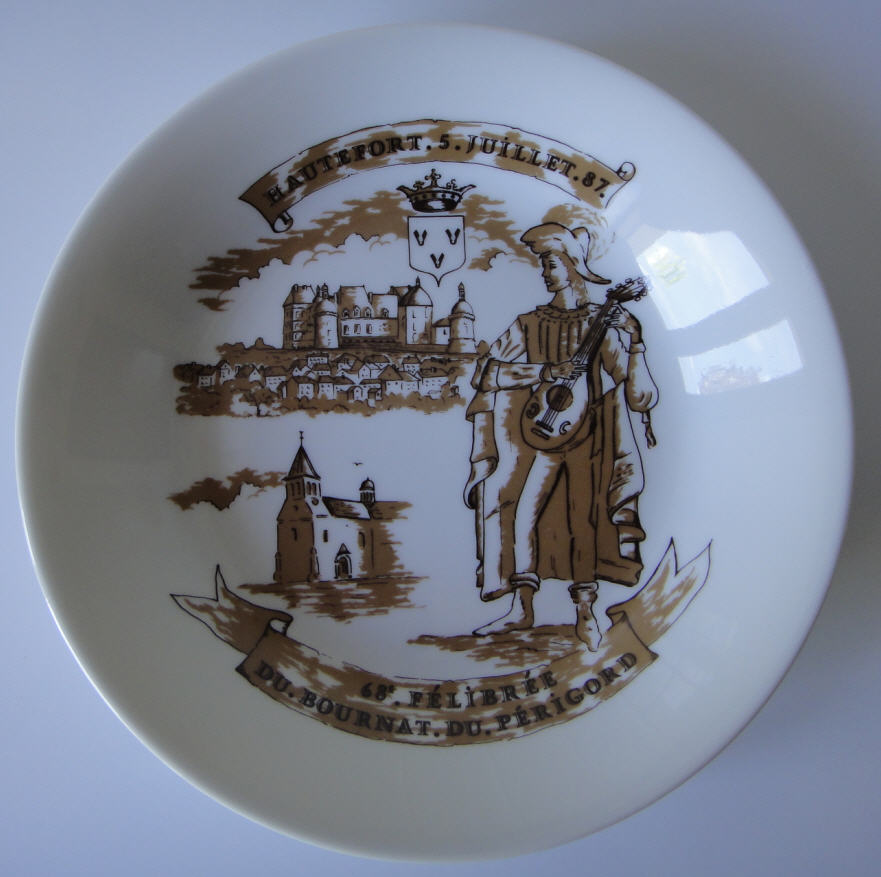
1987 Hautefort
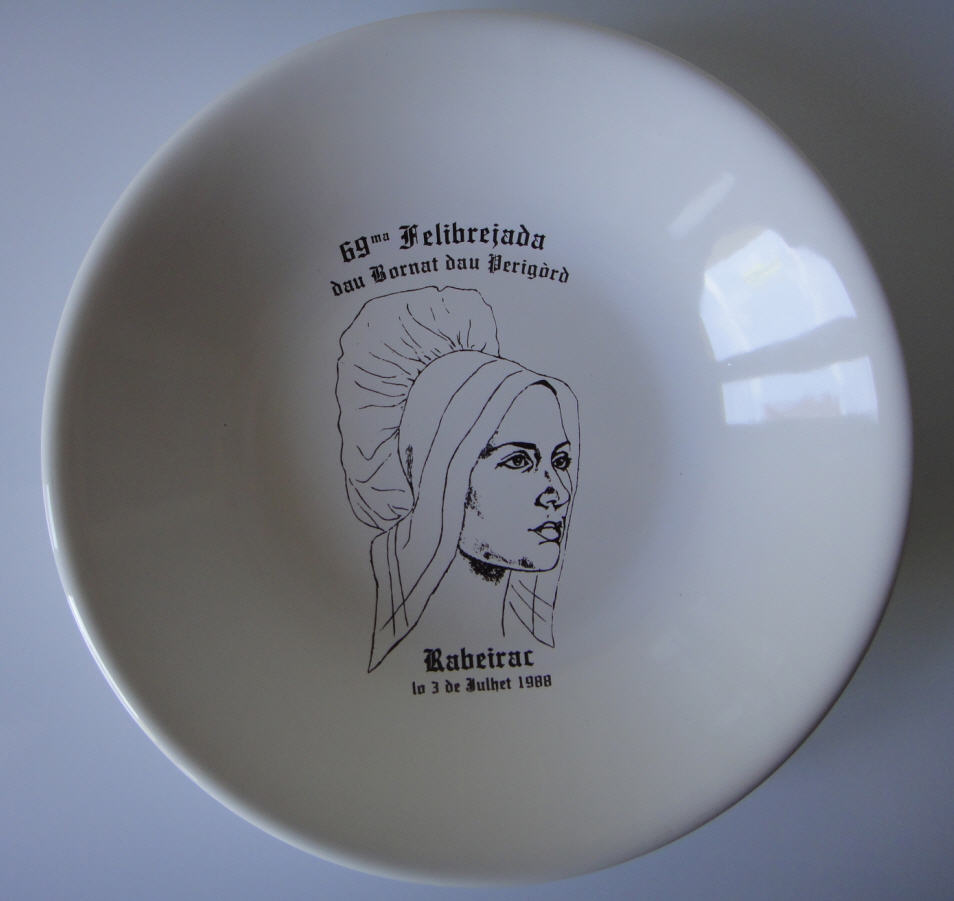
1988 Ribérac
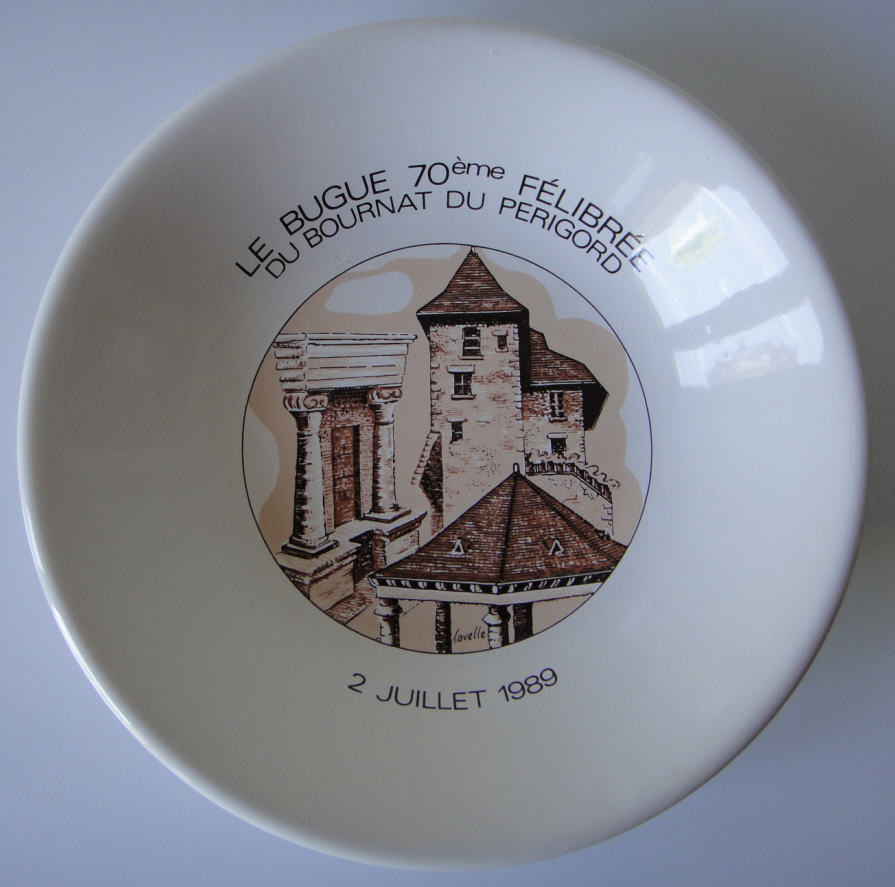
1989 Le Bugue
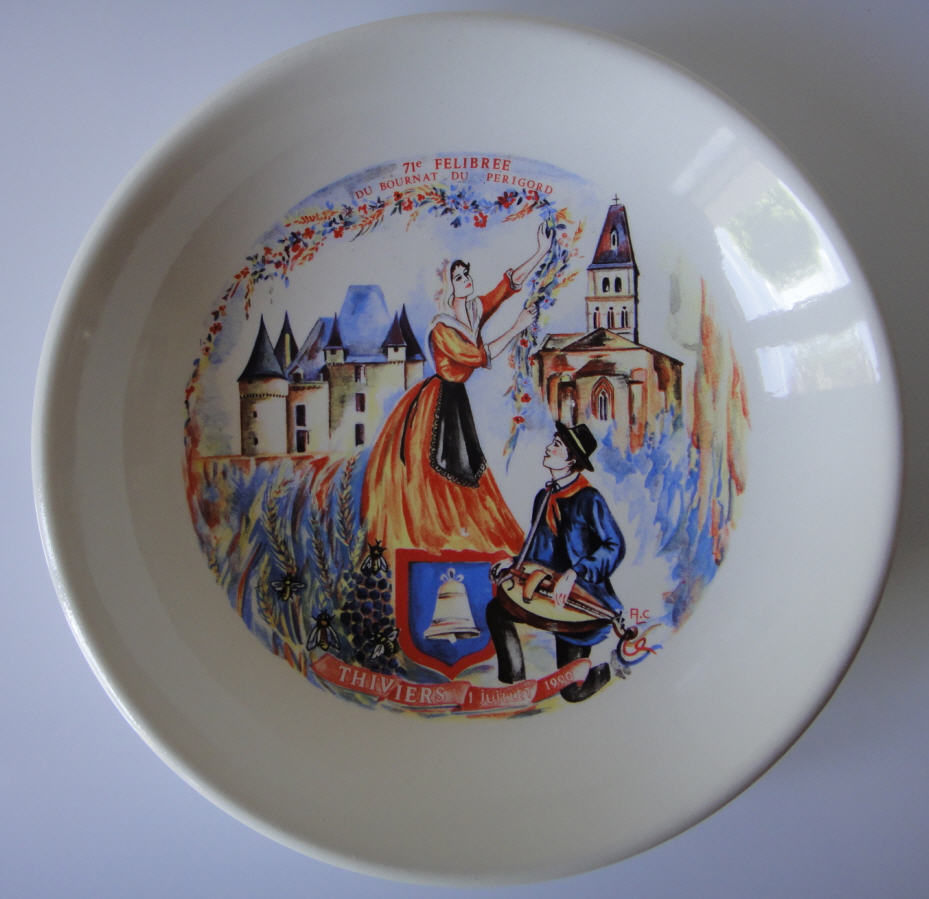
1990 Thiviers
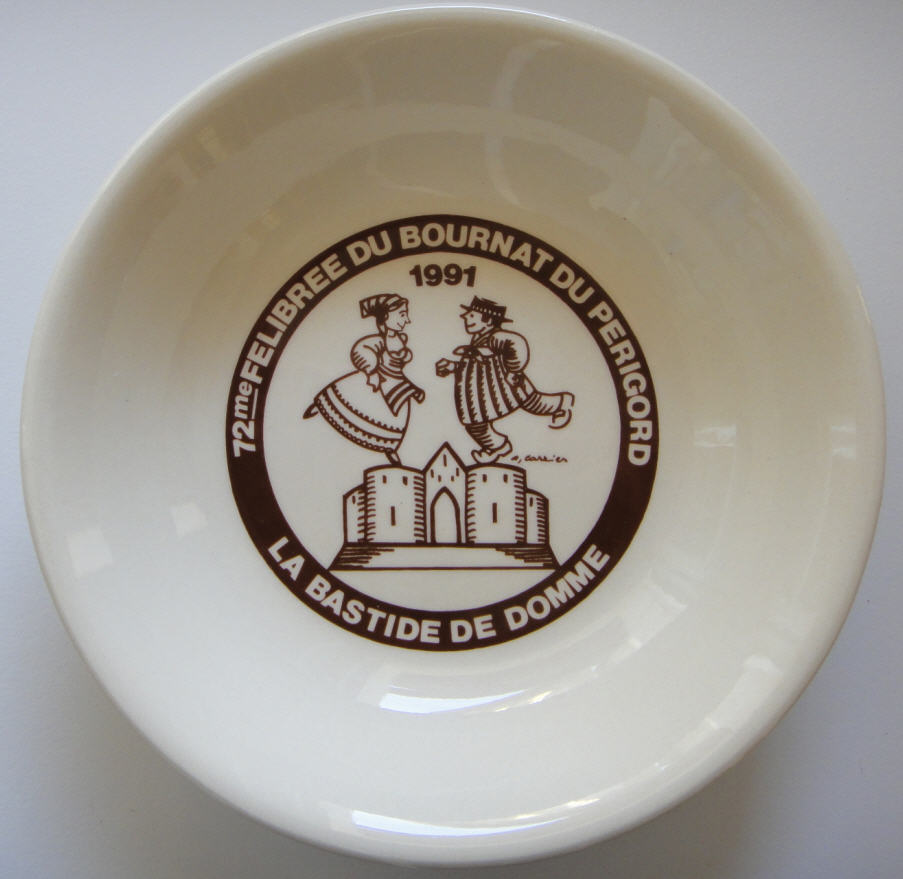
1991 Domme
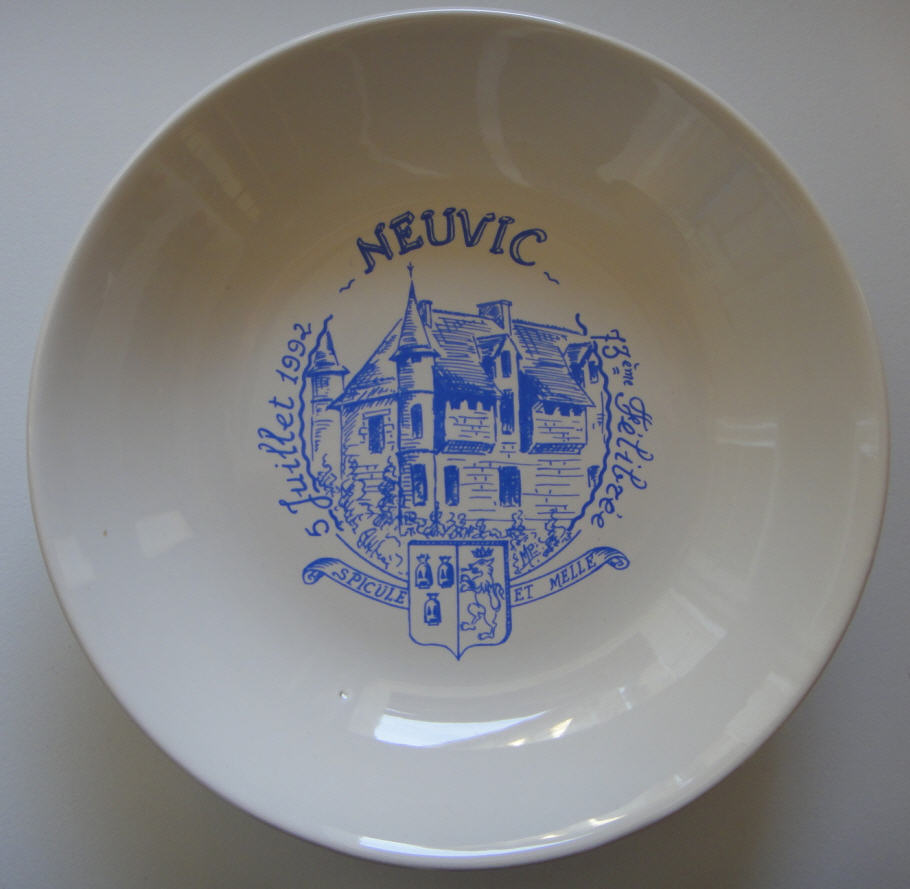
1992 Neuvic
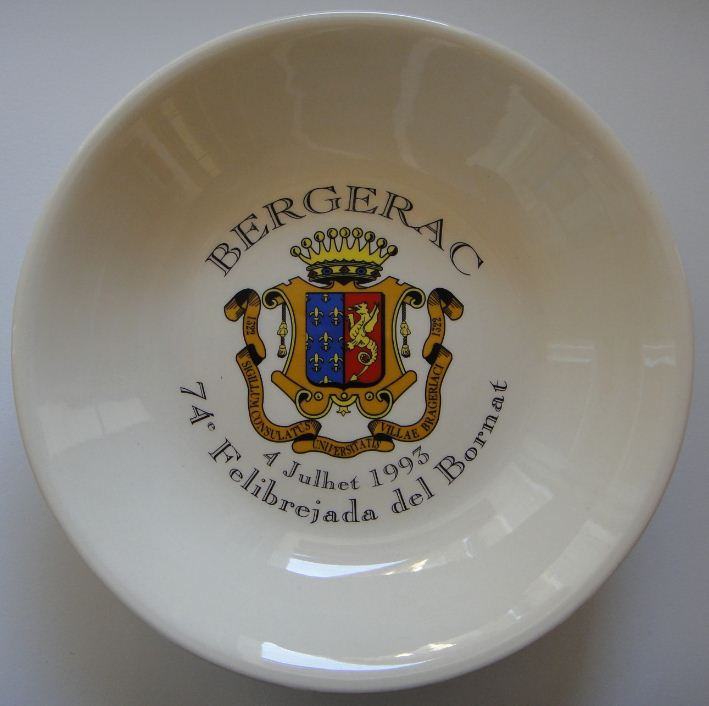
1993 Bergerac
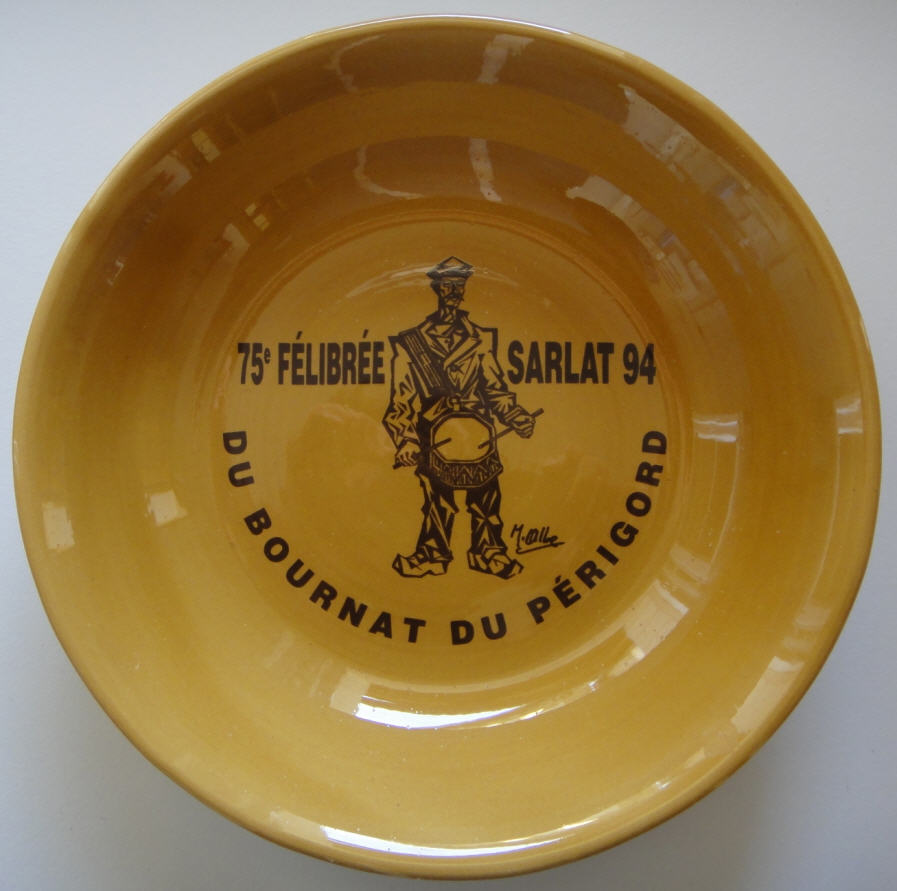
1994 Sarlat
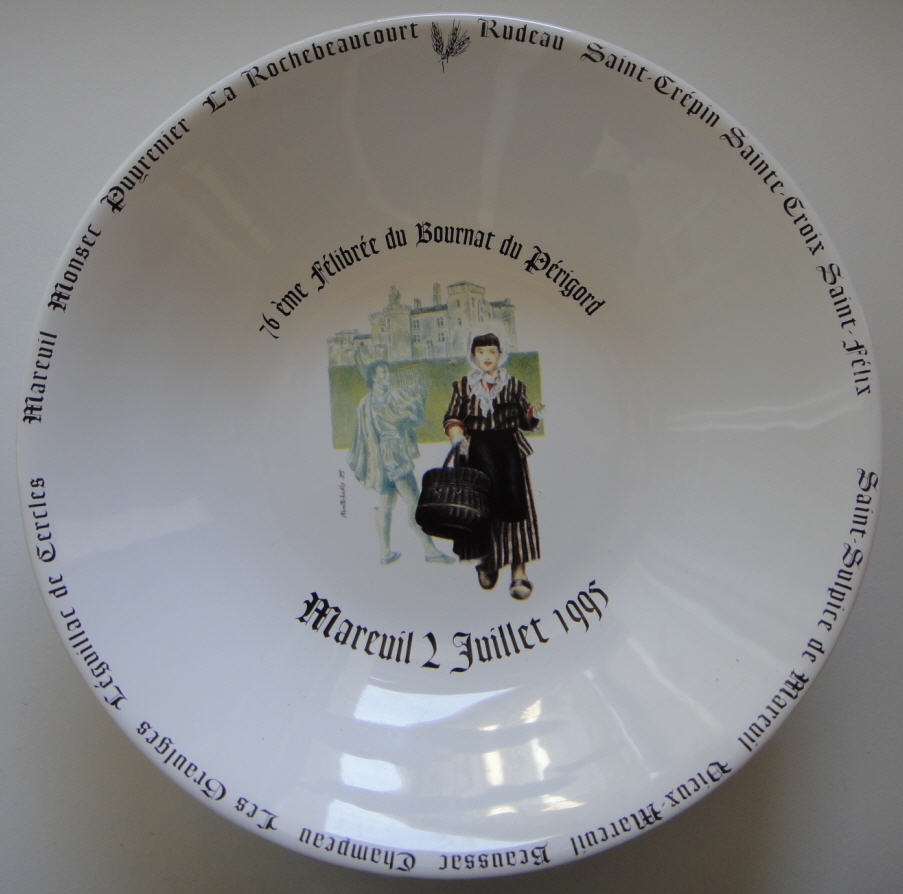
1995 Mareuil
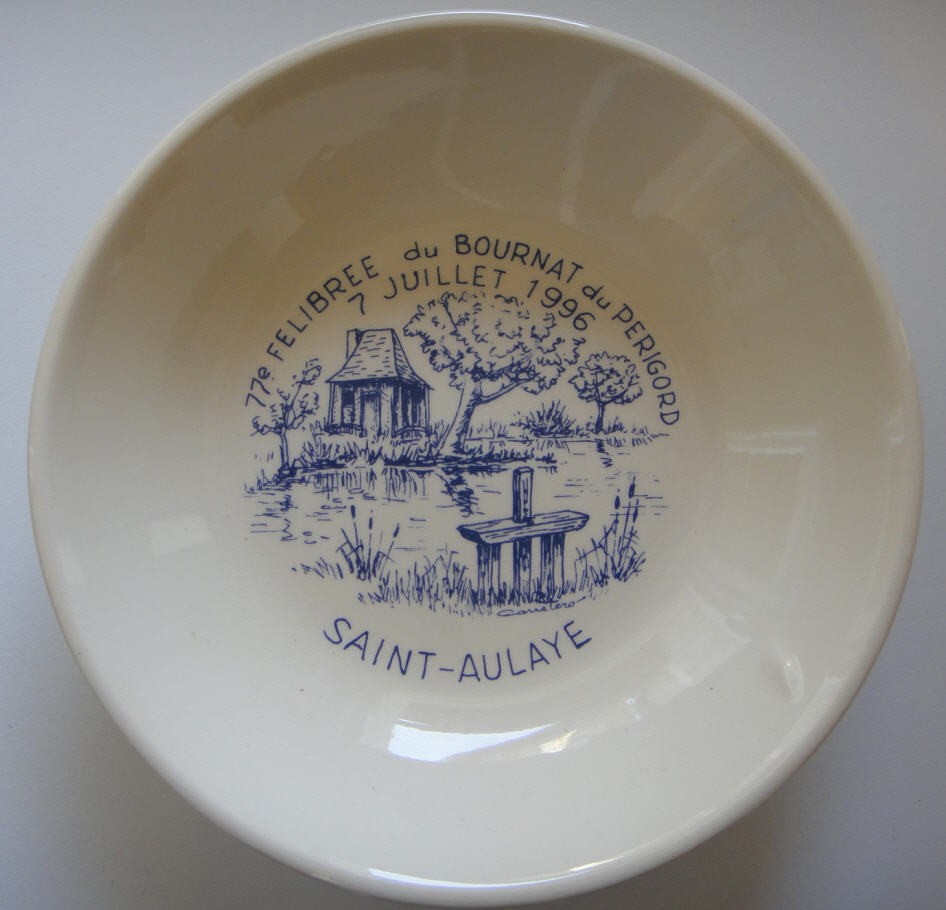
1996 Saint-Aulaye
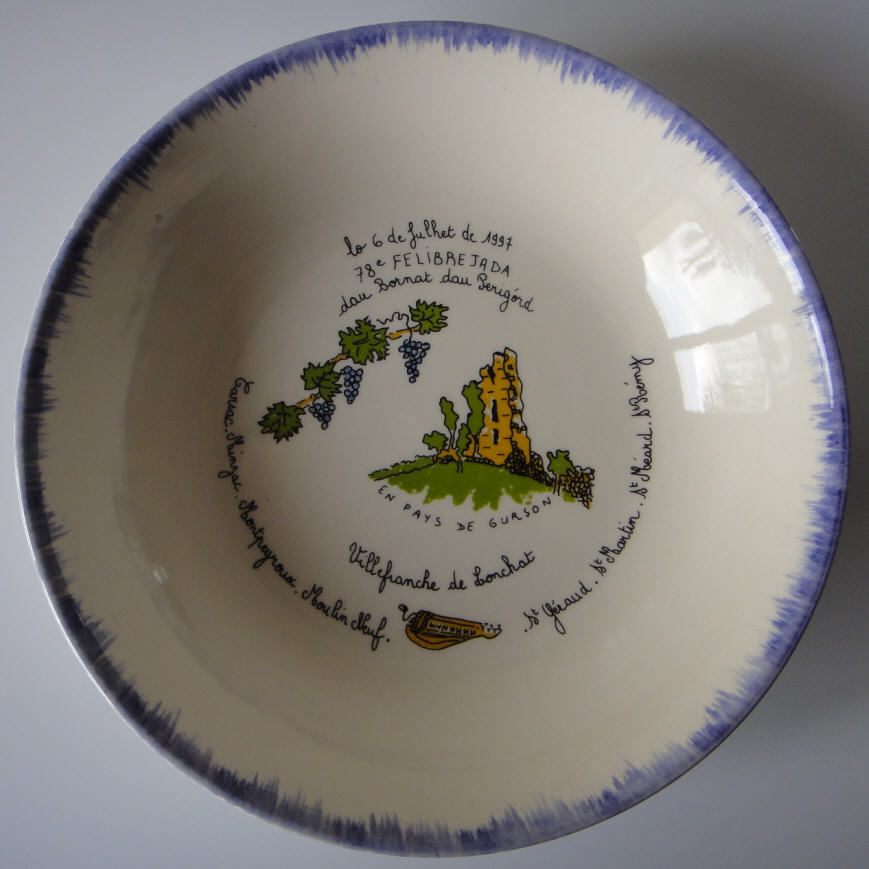
1997 Villefranche-de-Lonchat
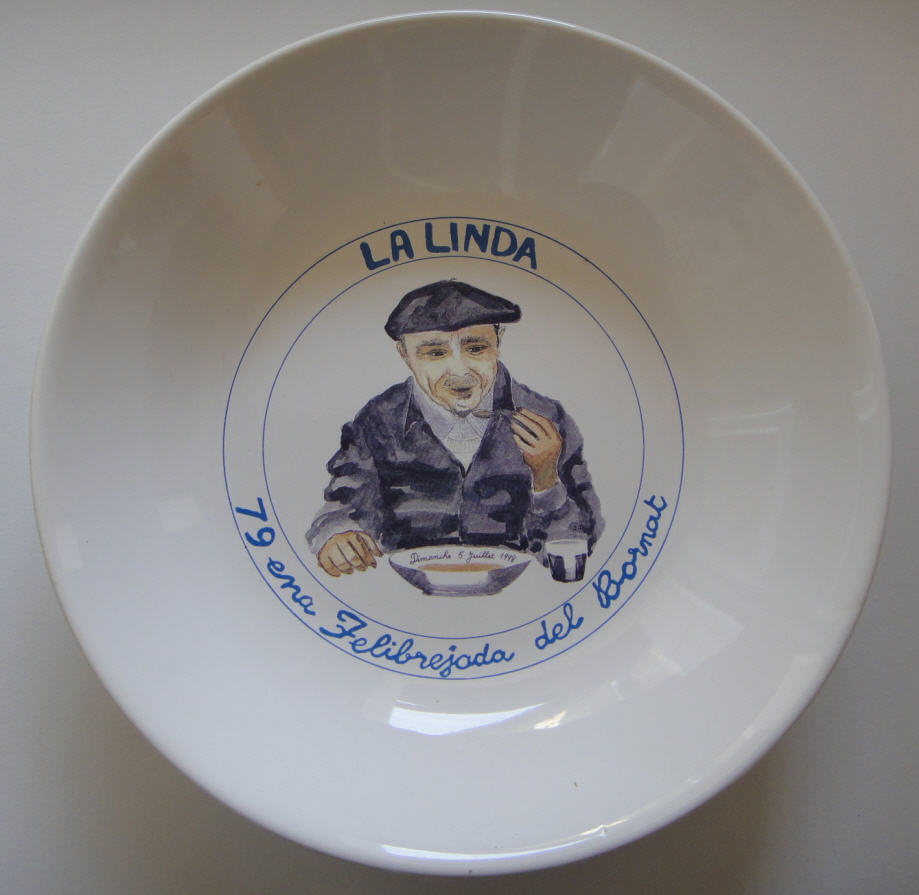
1998 Lalinde
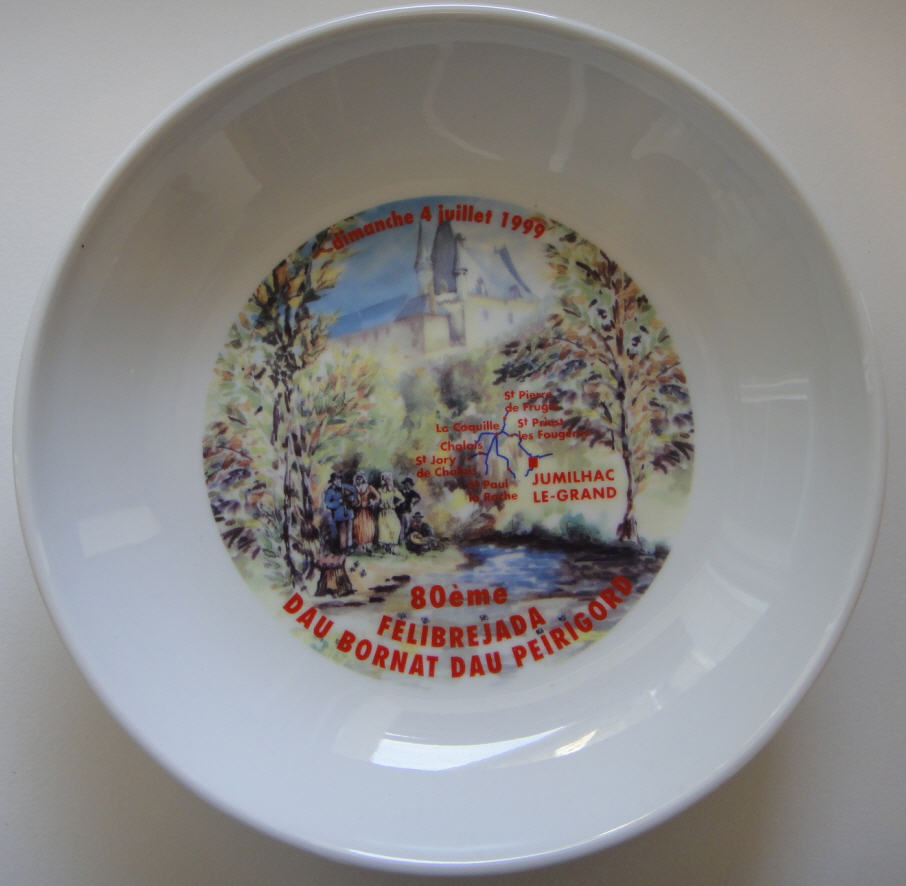
1999 Jumilhac-le-Grand
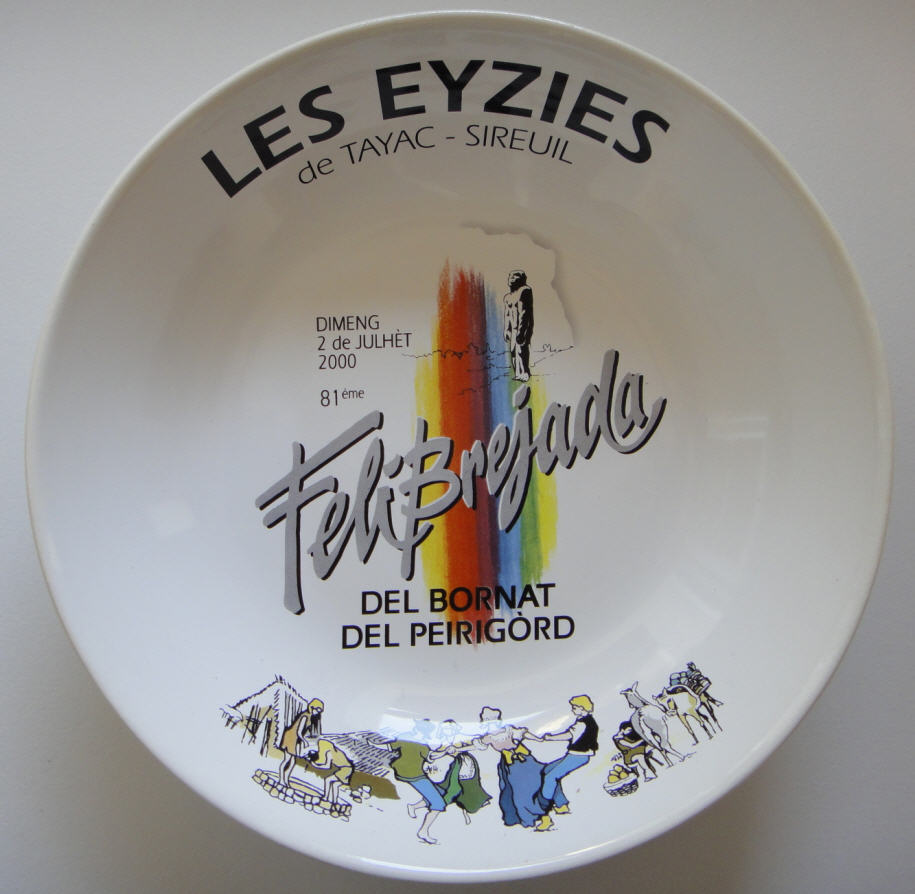
2000 Les Eyzies-de-Tayac-Sireuil
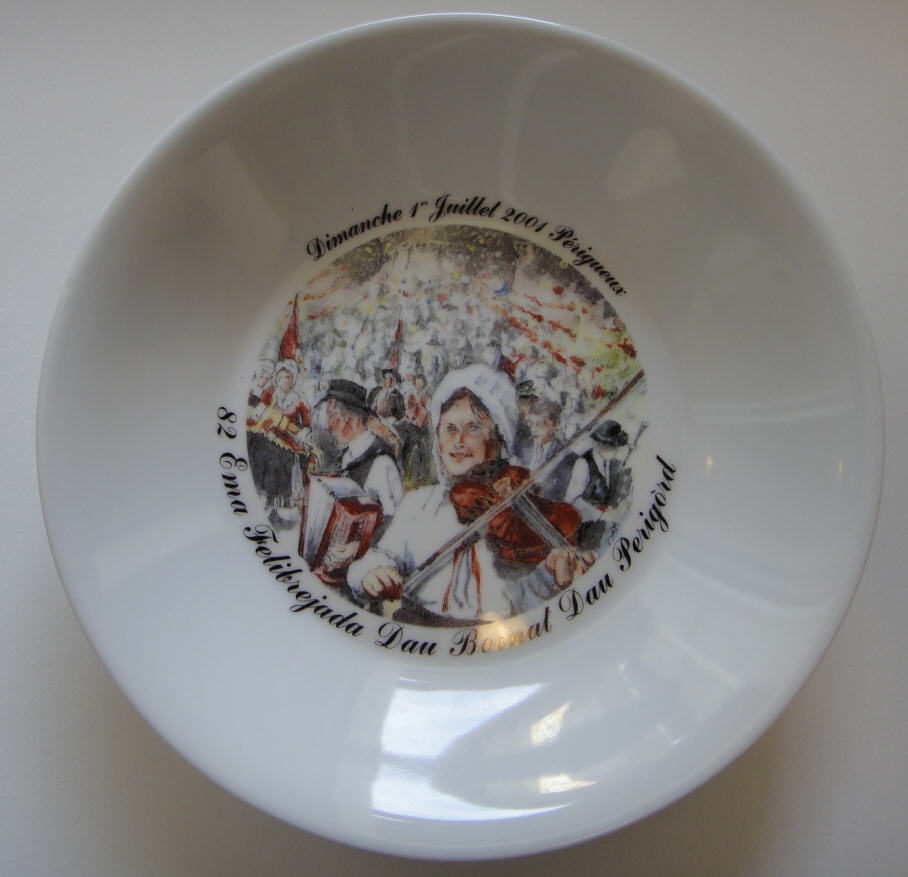
2001 Périgueux
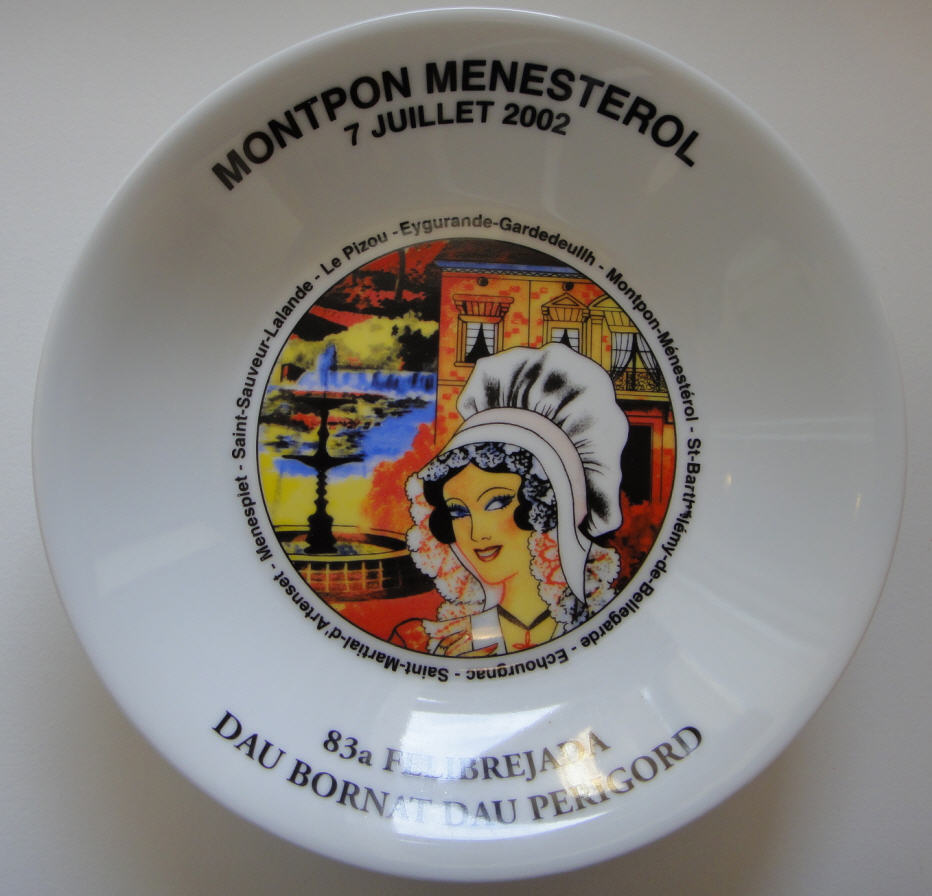
2002 Montpon-Ménestérol
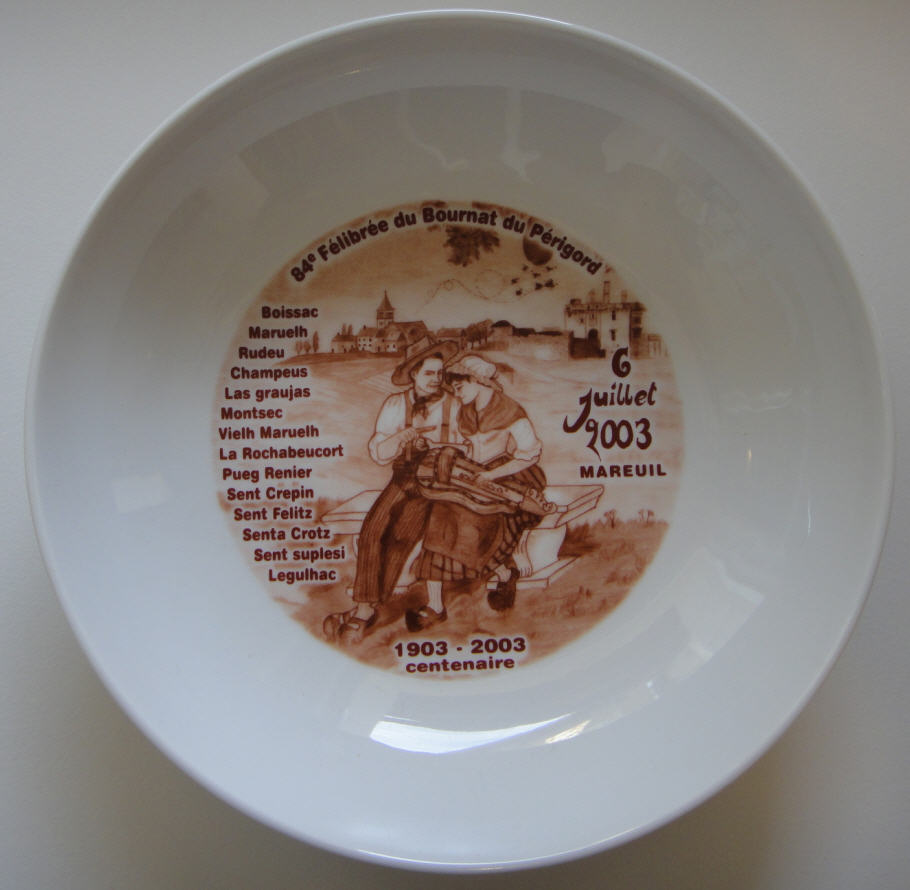
2003 Mareuil
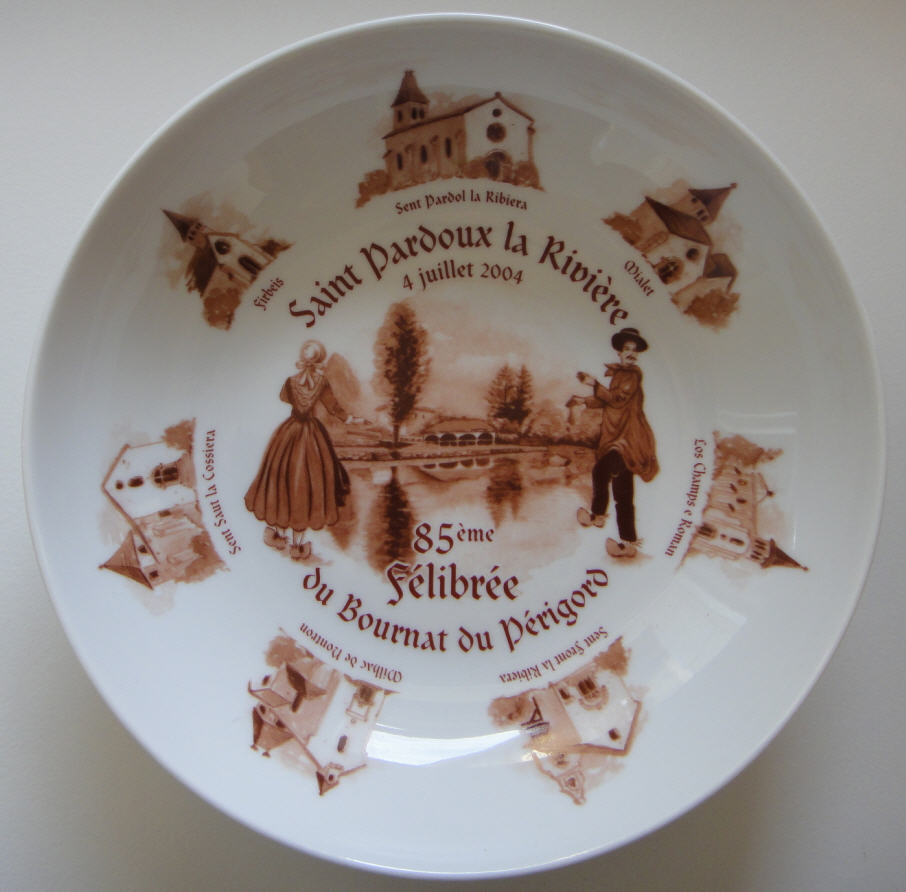
2004 Saint-Pardoux-la-Rivière
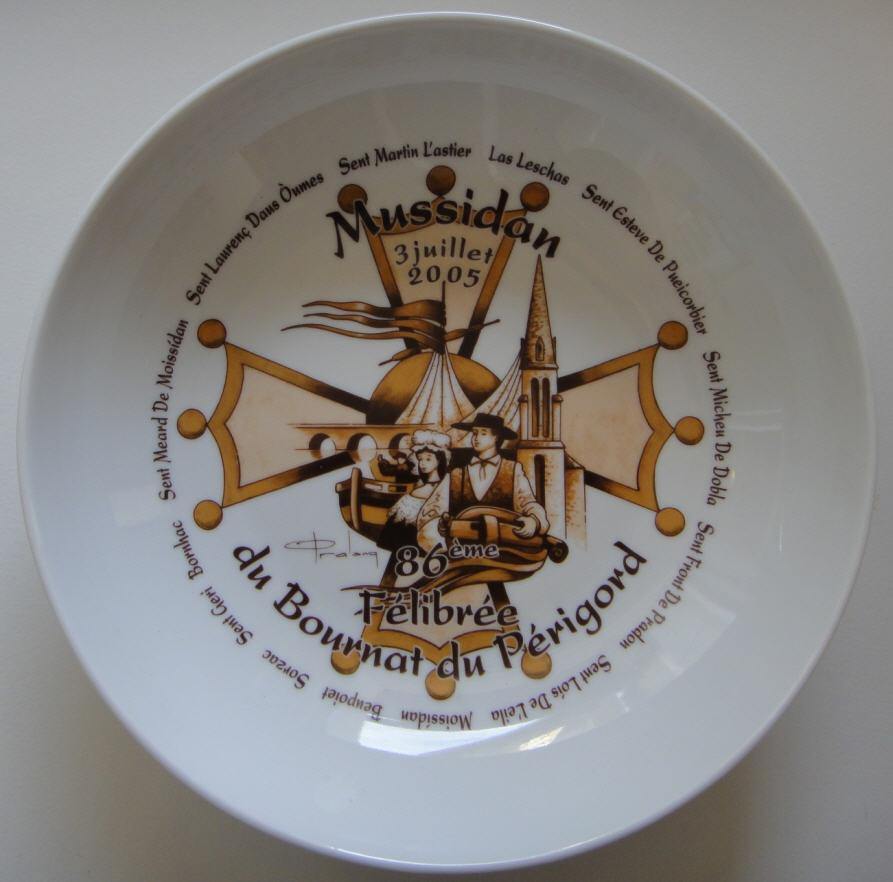
2005 Mussidan
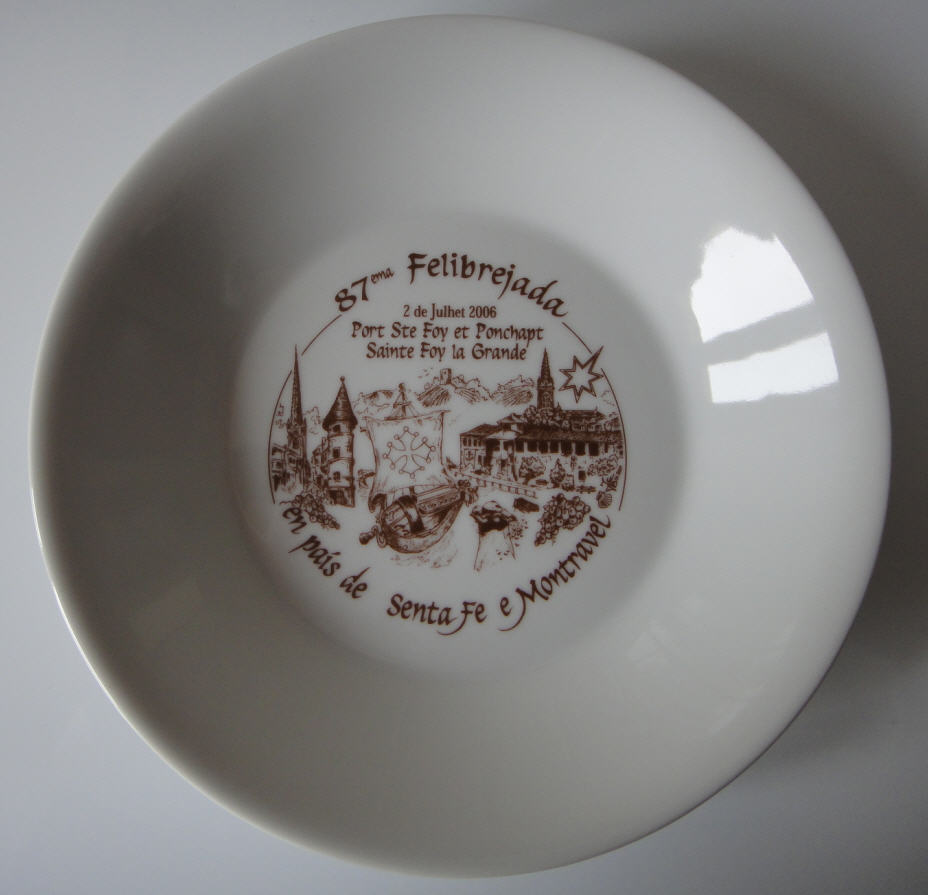
2006 Sainte-Foy-la-Grande
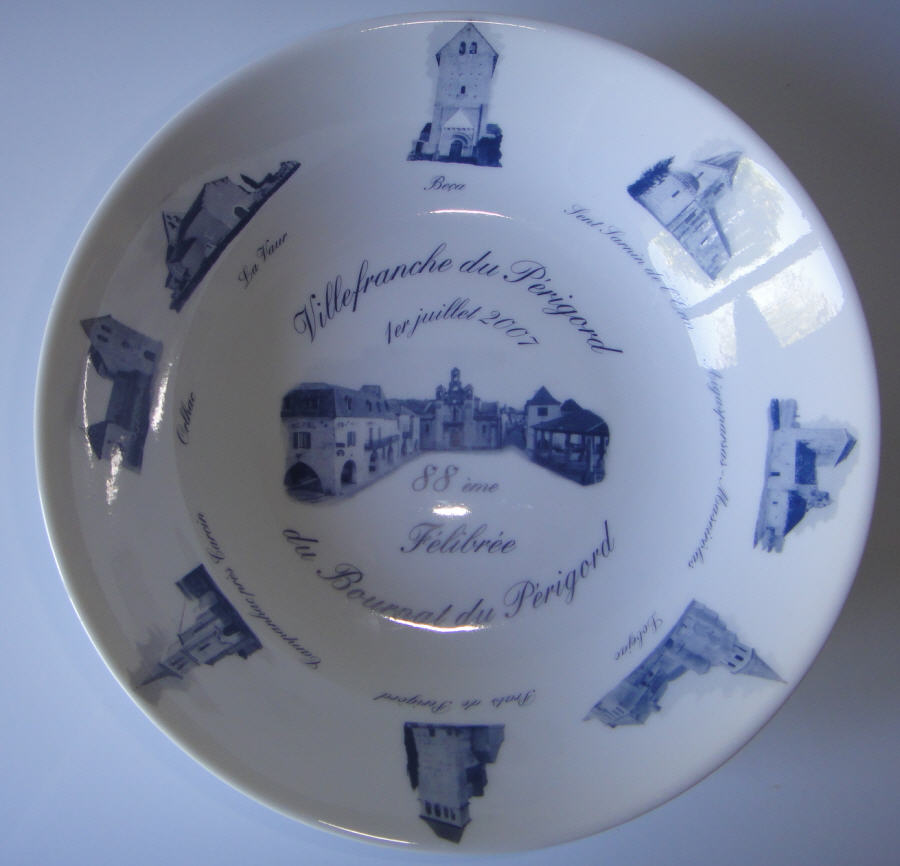
2007 Villefranche-du-Périgord
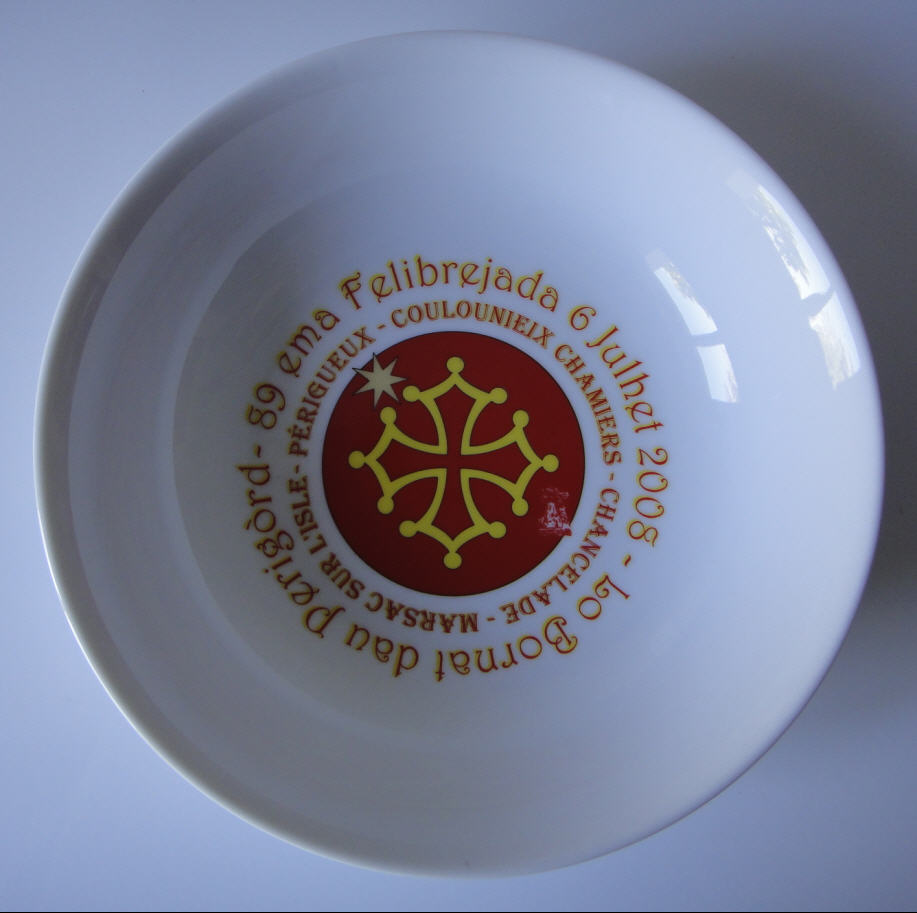
2008 Parc des Expositions Marsac-sur-l'Isle (bis)
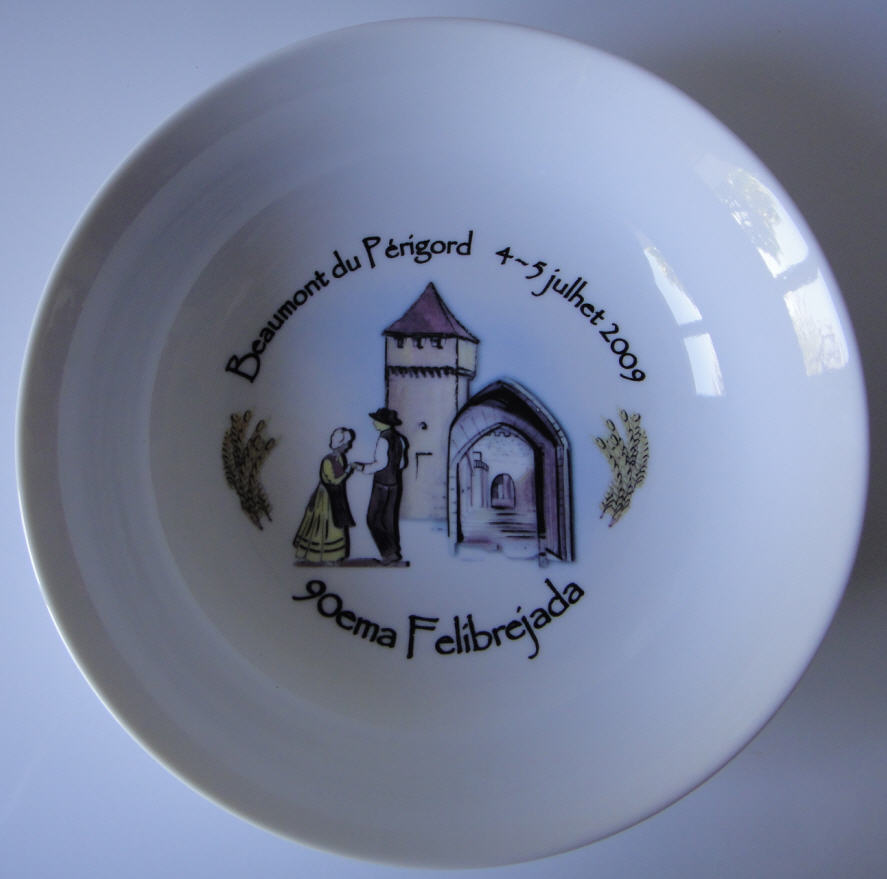
2009 Beaumont-du-Périgord
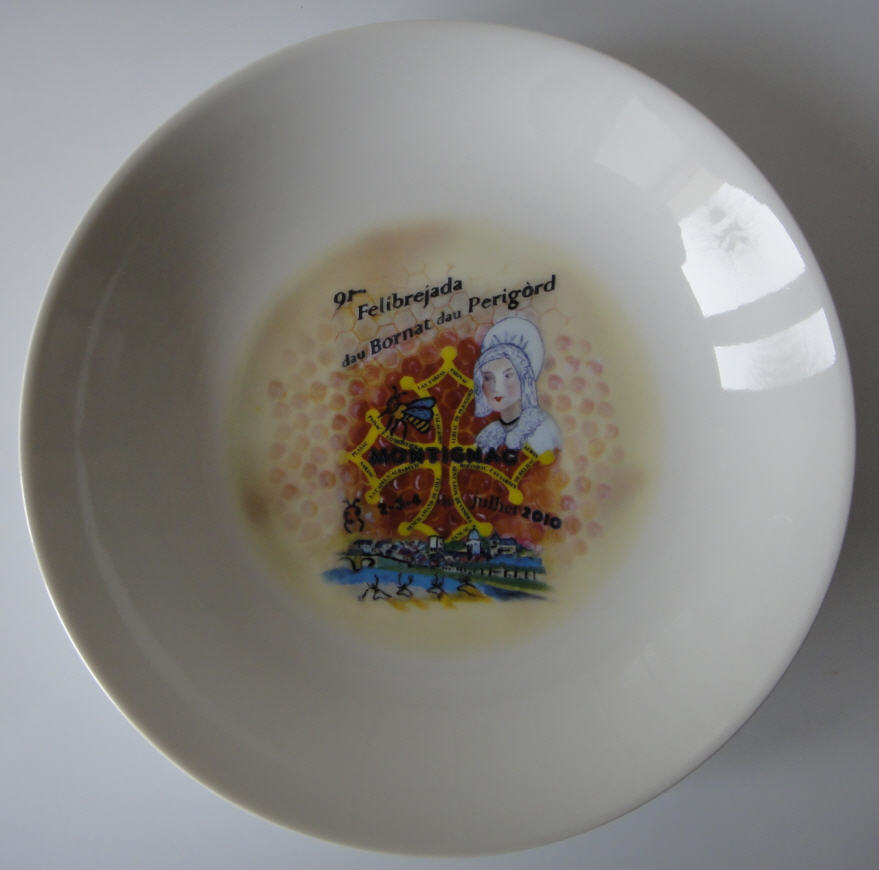
2010 Montignac
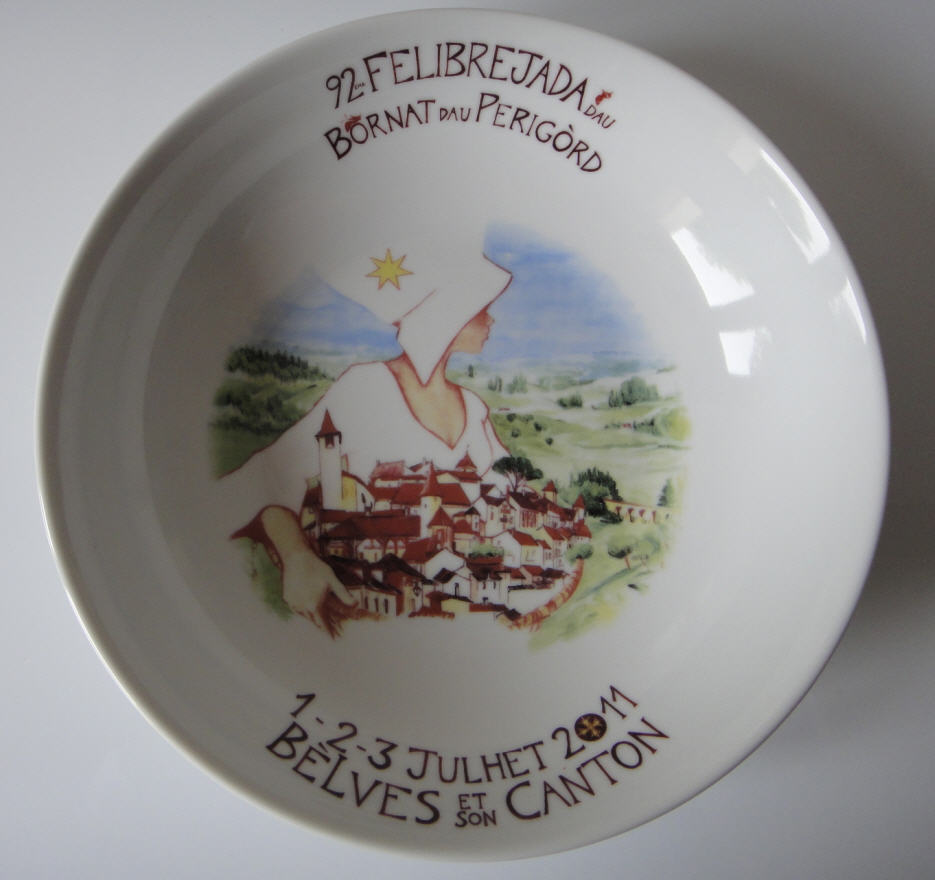
2011 Belvès
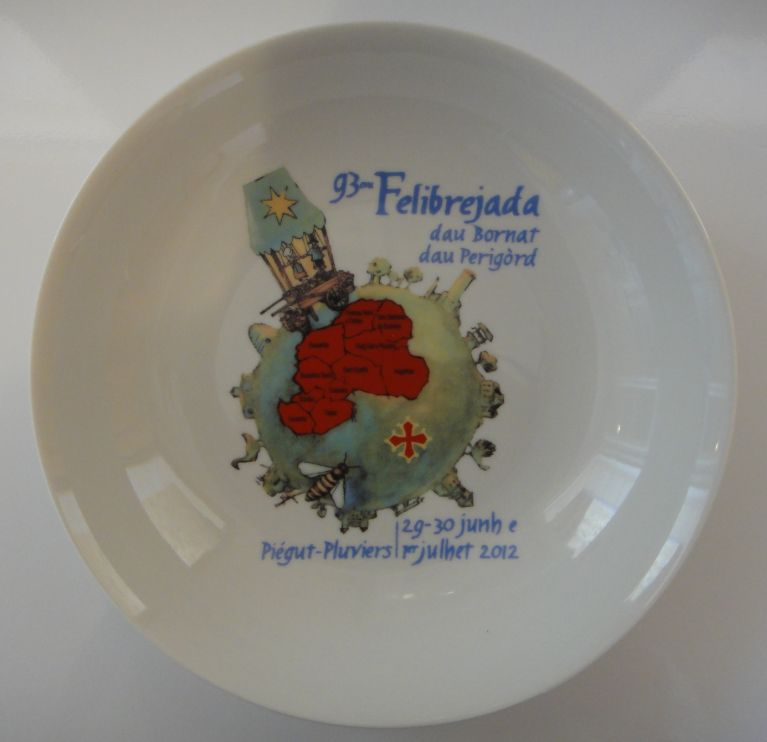
2012 Piégut-Pluviers
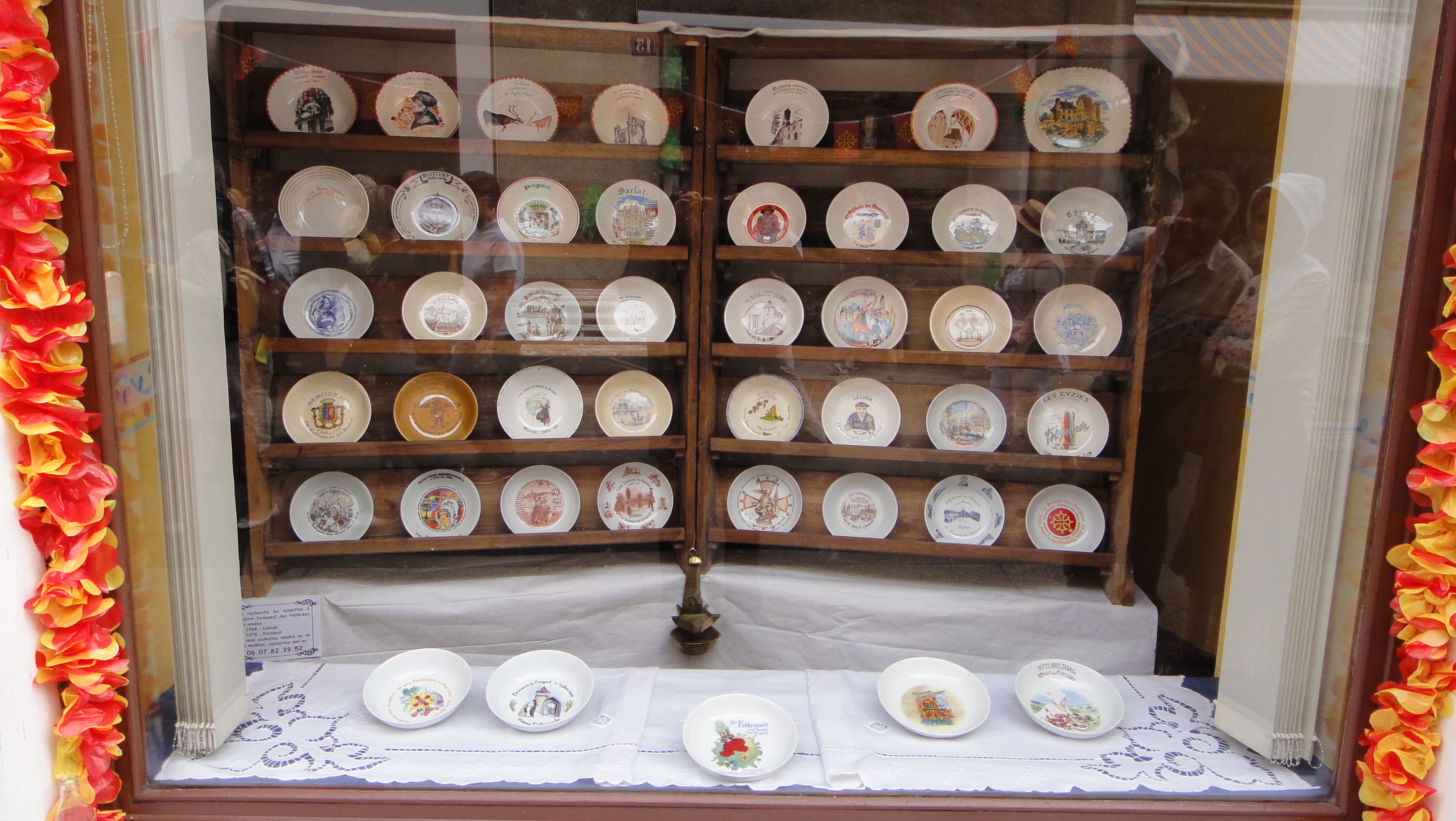
Collection d'assiettes - Félibrée 2012 Piégut-Pluviers (coll. privée)
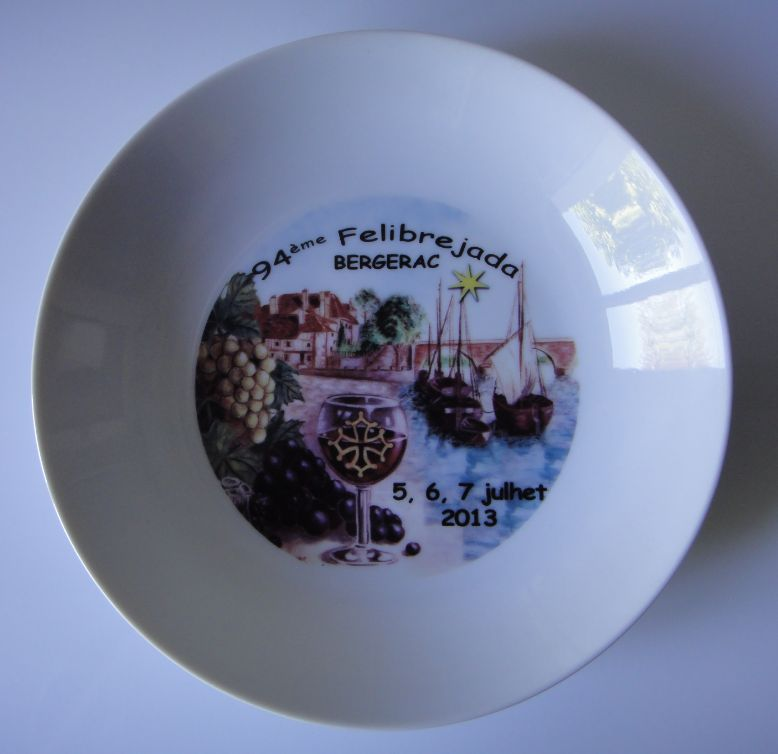
2013 Bergerac
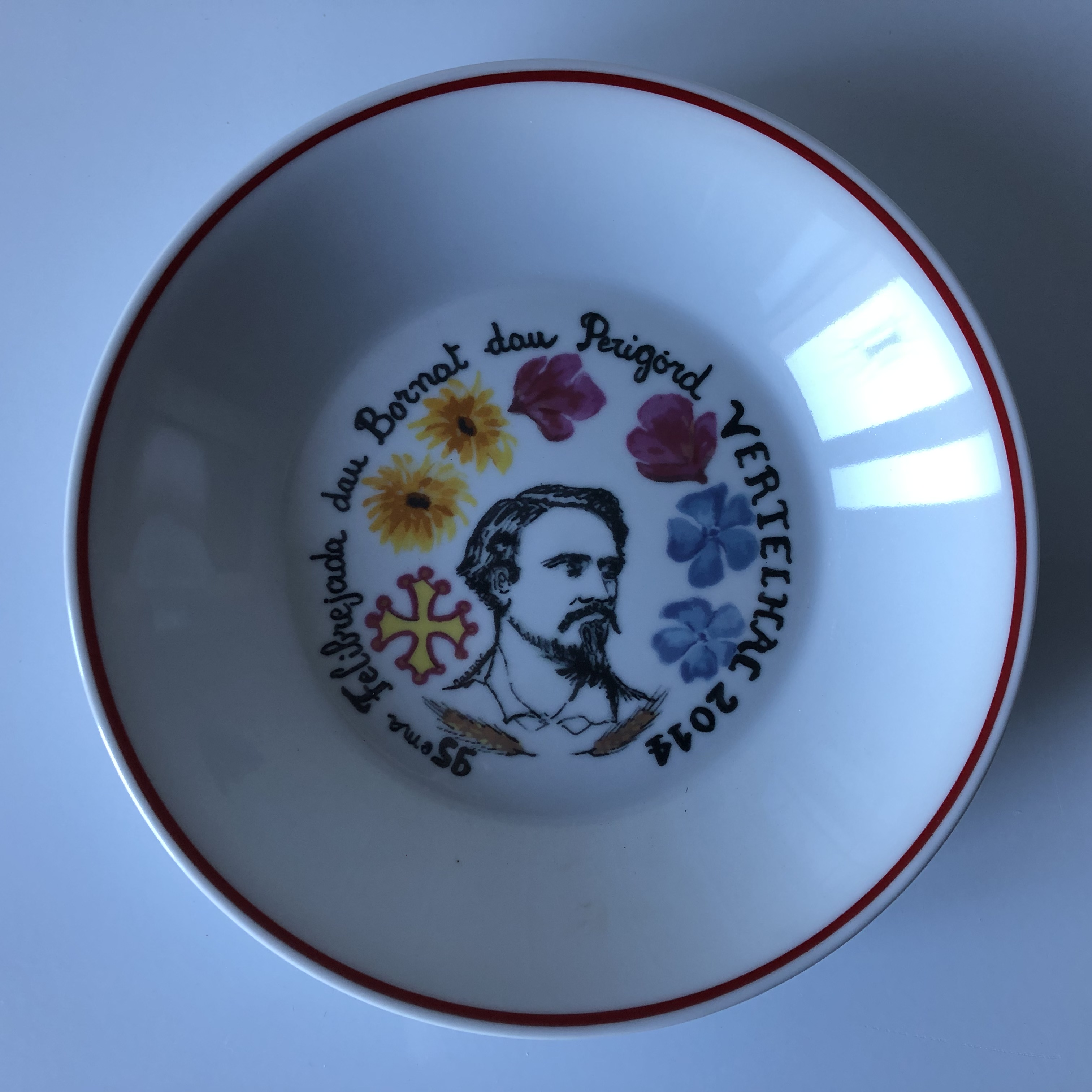
2014 Verteillac
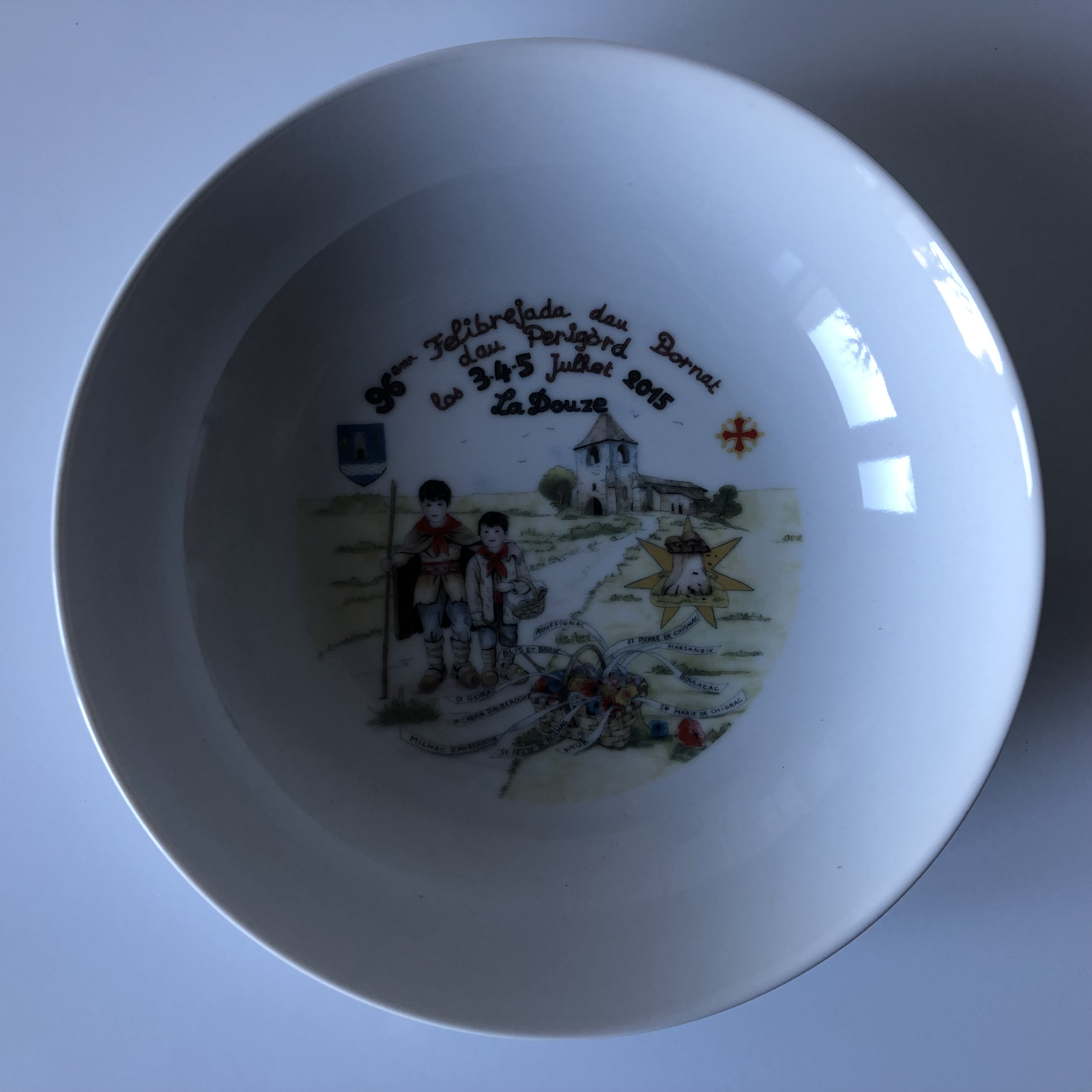
2015 La Douze
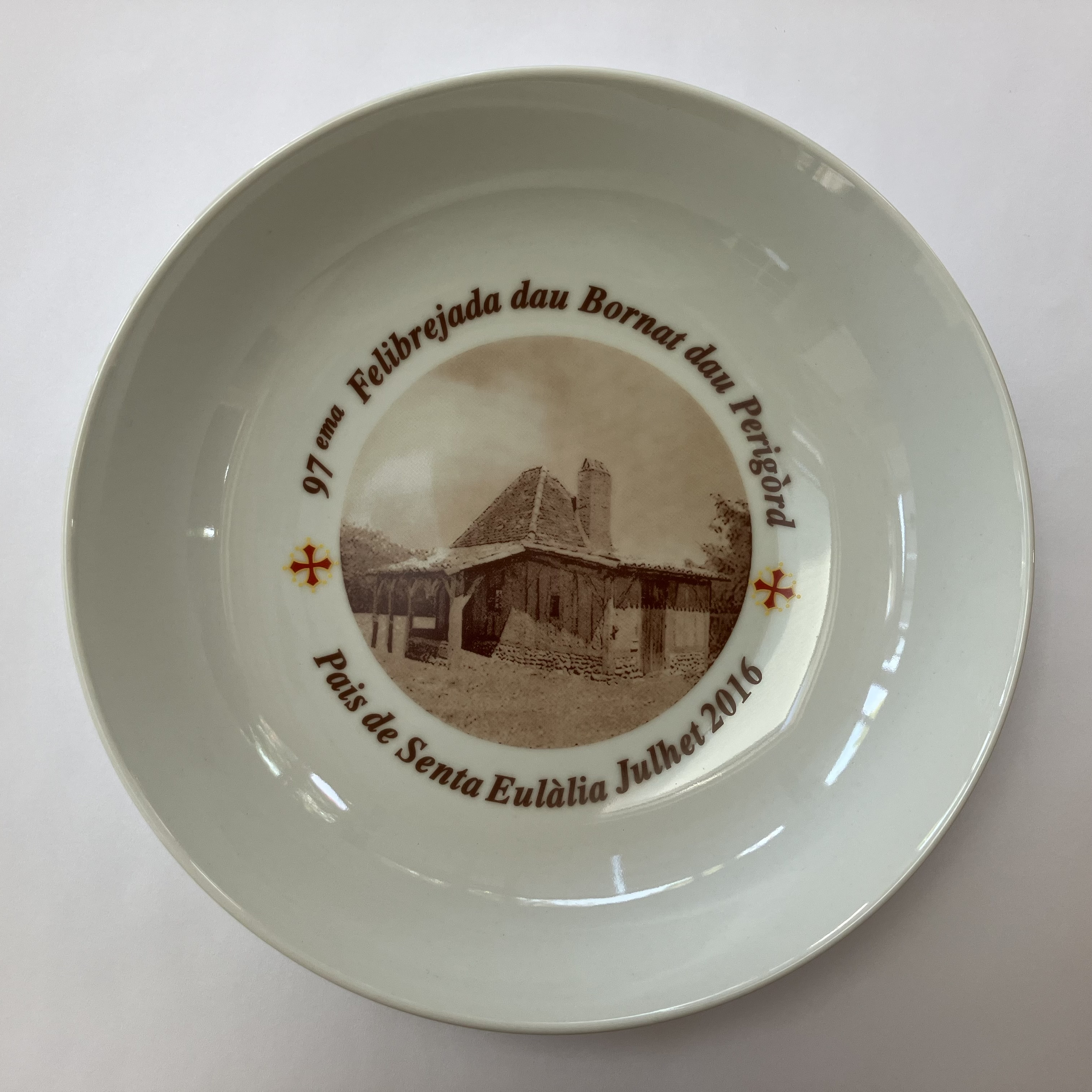
2016 Saint-Aulaye
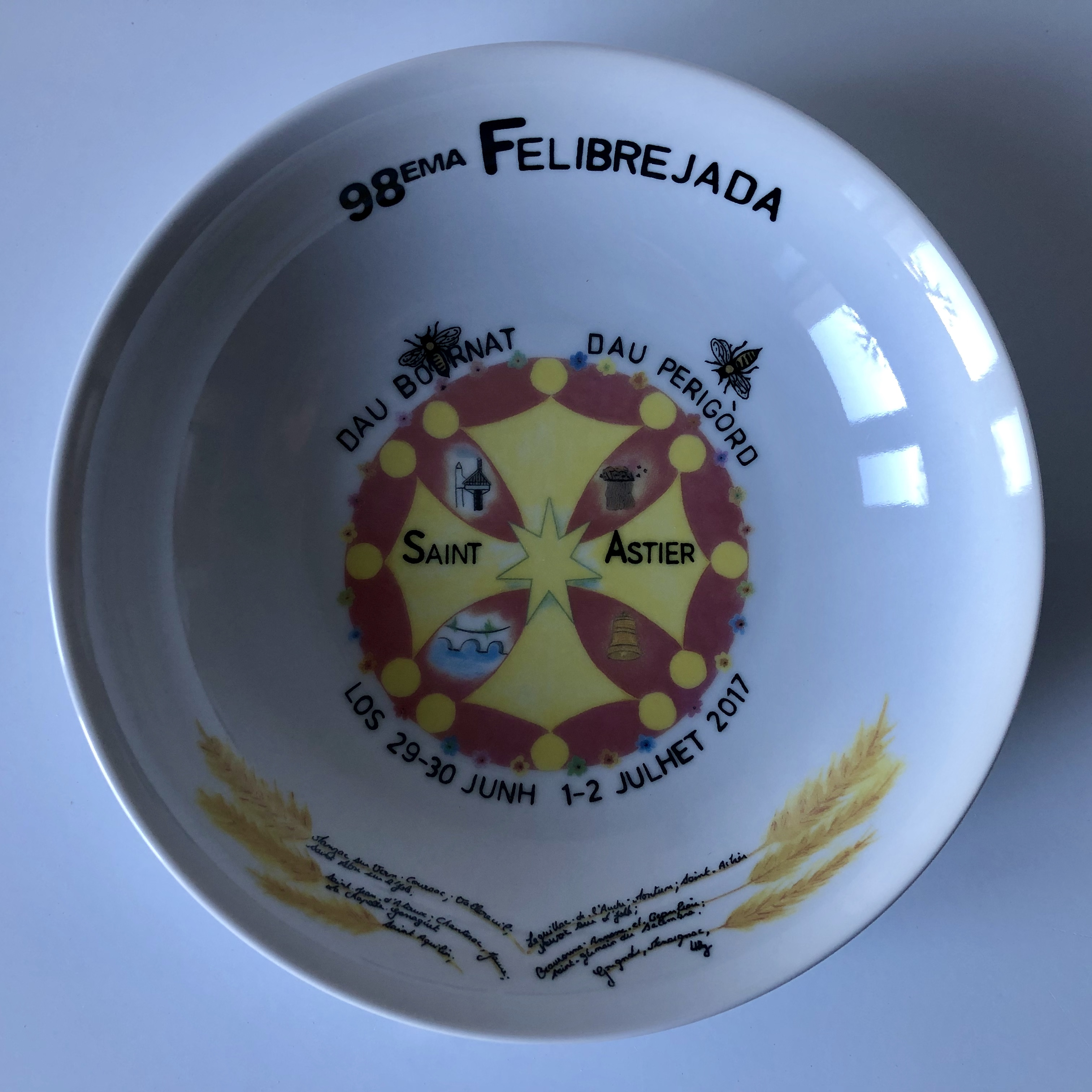
2017 Saint-Astier
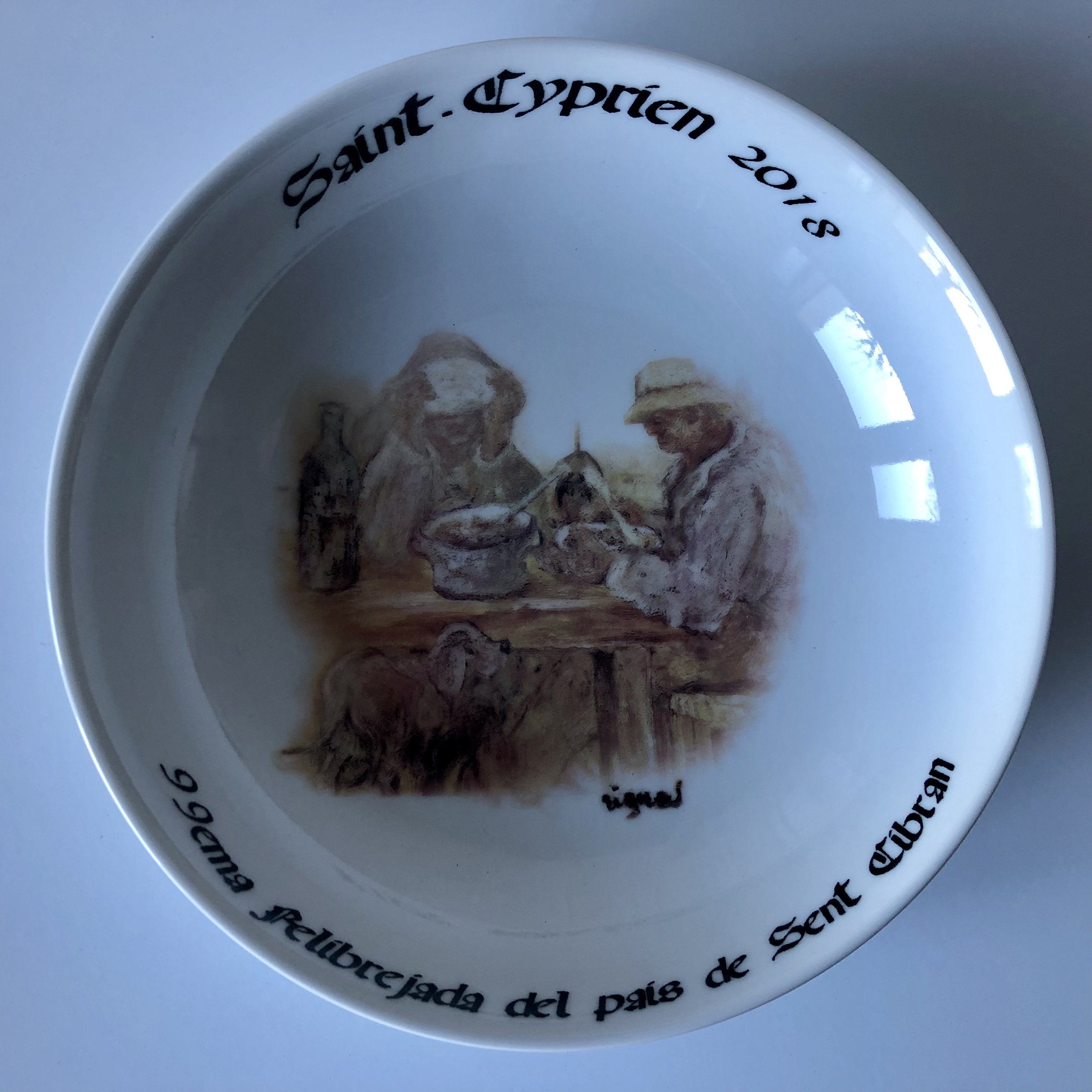
2018 Saint-Cyprien